# Sint-Pauluspaardenprocessie

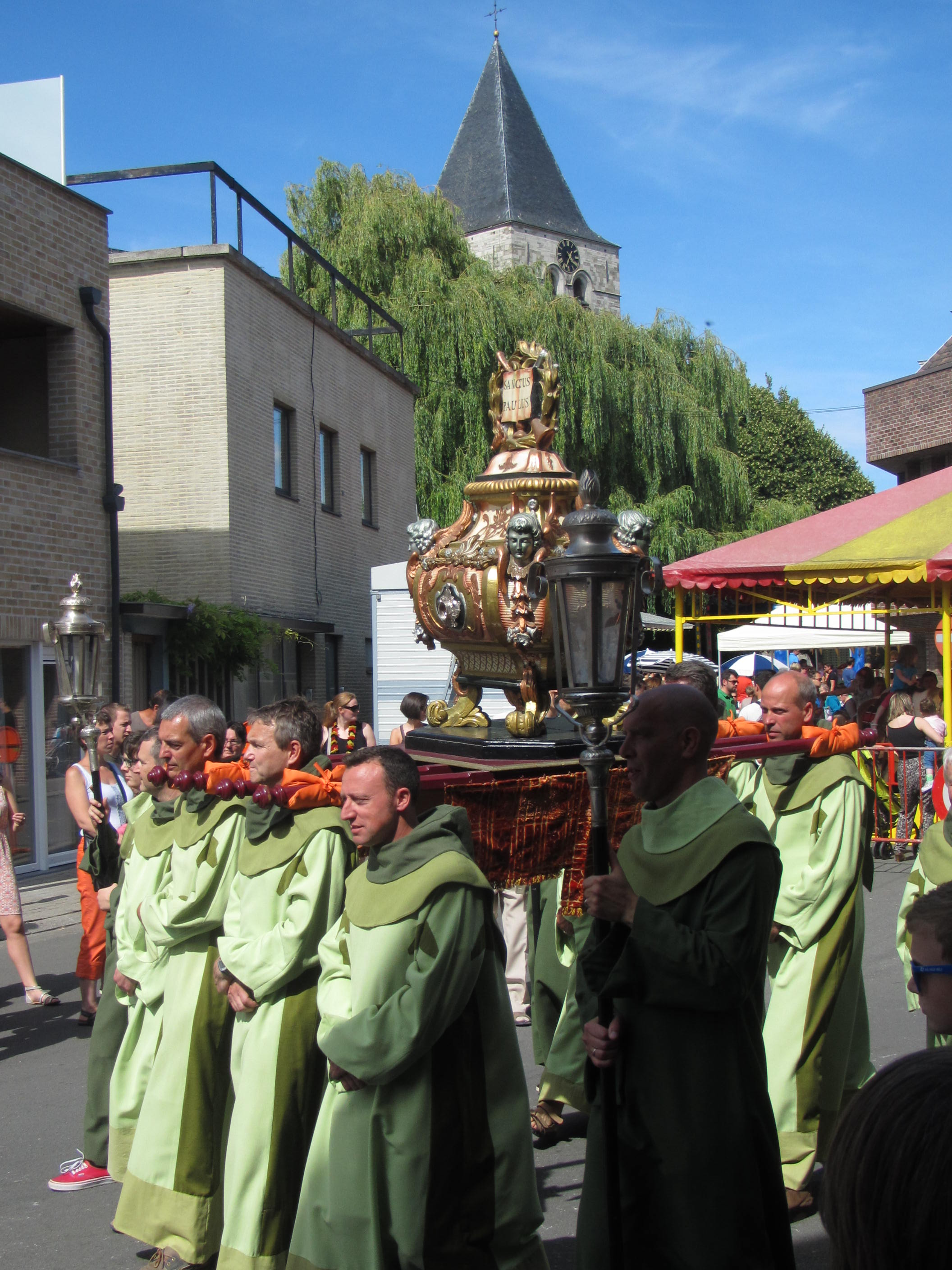
Relikwieschrijn van Sint-Paulus

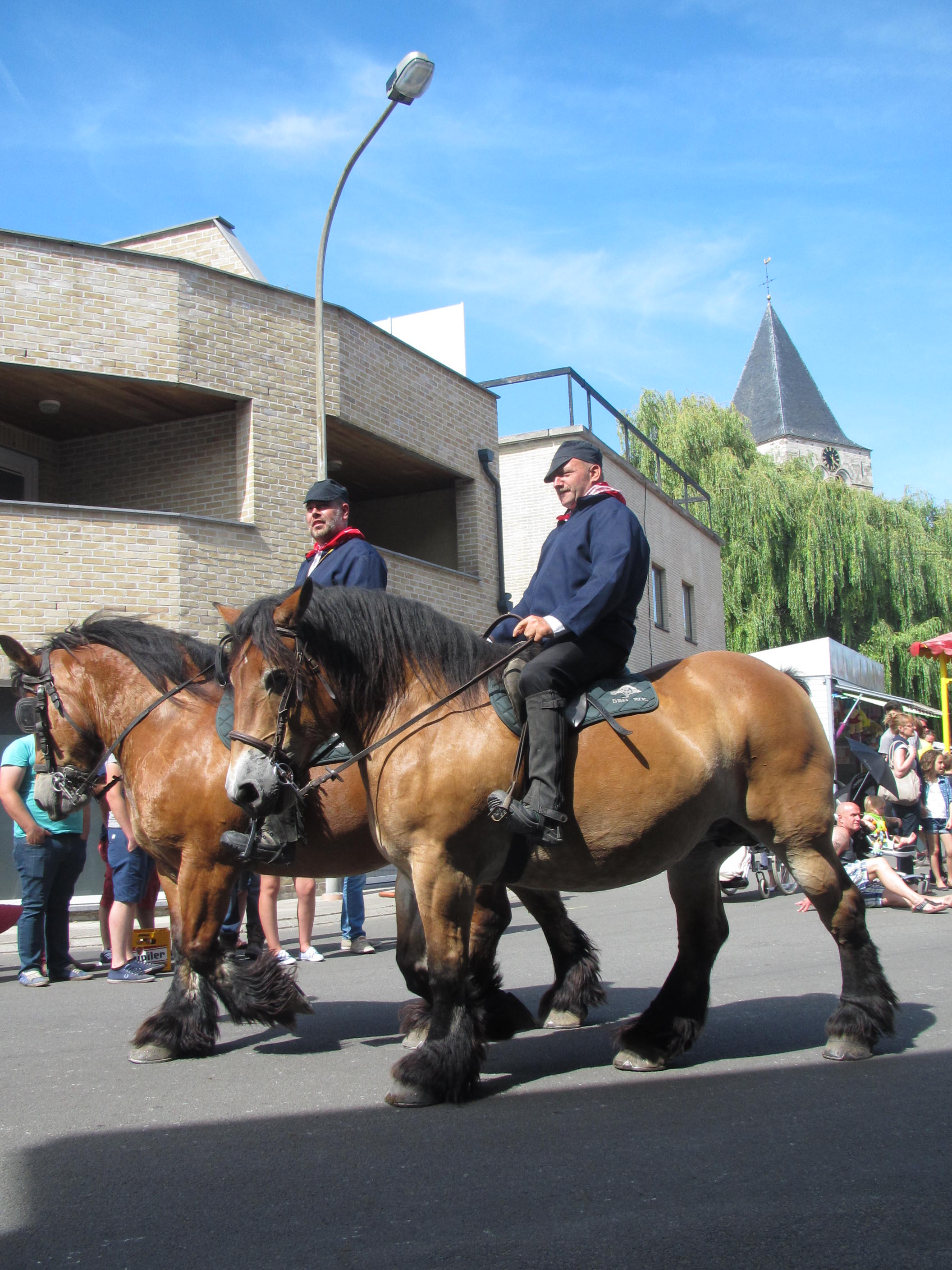
Brabantste trekpaarden tijdens de processie

De Sint-Pauluspaardenprocessie is een paardenprocessie die op de vierde zondag van juni door de Vlaams-Brabantse gemeente Opwijk trekt. De processie toont sinds 1902 het leven van Sint-Paulus, die zijn feestdag heeft op 29 juni. Het Bijbelboek Handelingen van de apostelen verhaalt dat christenvervolger Saulus, toen hij op weg was naar Damascus, plotseling omstraald werd door een licht uit de hemel, op de grond viel en de verwijtende stem van Jezus hoorde, waardoor hij zich bekeerde en als Paulus een apostel van Christus werd. In deze geschiedenis komt geen paard voor, maar er is een mythe ontstaan dat Saulus hierbij van een paard viel. In de Sint-Pauluspaardenprocessie zijn er naast honderden paarden, ruiters en Sint-Paulus (de patroonheilige van de ruiters) honderden figuranten, praalwagens, muzikanten, koren, dansgroepen en vaandeldragers. De processie met het beeld en een relikwie van Sint-Paulus passeert de Sint-Pauluskapel en eindigt voor de pastorie op de Singel, waar het Sint-Pauluslied wordt gezongen en de deelnemers de zegen krijgen.

## Opwijk en Sint-Paulus

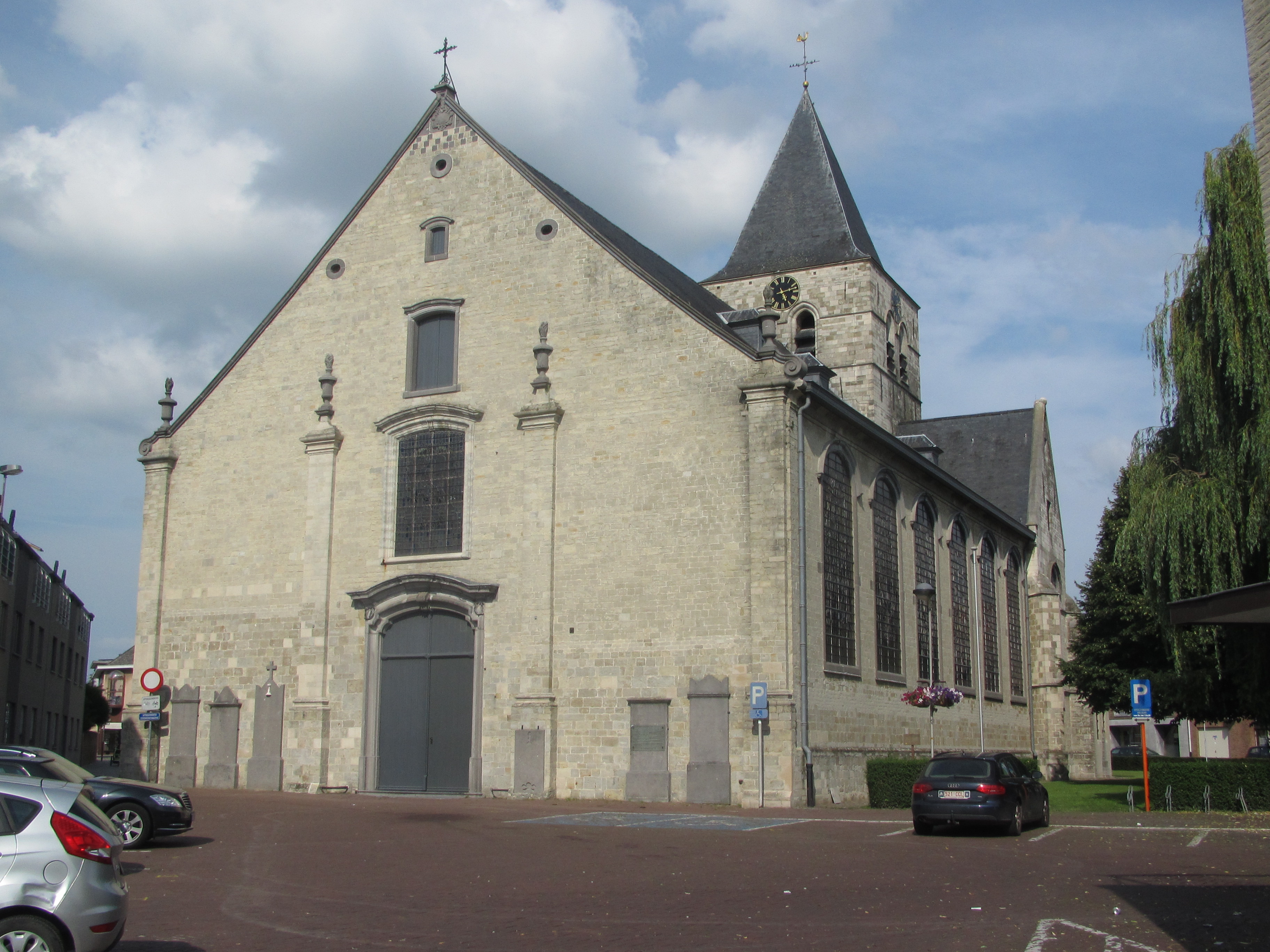
Sint-Pauluskerk Opwijk

In de vijftiende eeuw werd een nieuwe parochiekerk gebouwd in het centrum van Opwijk en daarbij werd ook een nieuwe patroonheilige gekozen: Sint-Paulus in plaats van de Heilige Drievuldigheid. De verering van Sint-Paulus gaat dus terug tot in de vijftiende eeuw, maar kwam pas echt op gang toen aan de parochiekerk van Opwijk een relikwie van Sint-Paulus werd toegewezen. In 1742 ontving kapucijnerpater Alexander uit Brugge te Rome van Paus Benedictus XIV deze relikwie, stukken beenderen van Sint-Paulus, en bracht deze naar Opwijk. Bij brief van 12 augustus 1742 verleende de paus een volle aflaat aan de gelovigen die op de feestdag van Paulusbekering, zijnde 25 januari, de kerk van Opwijk zouden bezoeken. Sindsdien kwam er een toeloop van mensen uit de streek om deze heilige aan te roepen. Sint-Paulus werd aangeroepen tegen blindheid, oogziekten, hoofdpijn, gevaarlijke wonden, maar ook tegen ziekten van paarden en vee en tegen de vernieling van veldvruchten door ongedierte. In 1772 werd de Sint-Pauluskerk door het groeiend aantal kerkgangers vergroot tot haar huidige vorm. In een schrijn wordt de relikwie van Sint-Paulus meegedragen tijdens de processie. Tijdens de processie wordt ook een eikenhouten beeld van Sint-Paulus uit 1628 van de hand van Mechelaar Anthony Faydherbe meegedragen.

Gemeentelijke wapenschild

Bij besluit van 15 september 1816 van koning Willem I werd een wapenschild en gemeentezegel aan de gemeente Opwijk verleend. Het werd omschreven als een lazuren (blauw) veld, waarop een Sint-Paulus van goud (geel) staat, op een heuveltje van sinopel (groen). Hiermee werd het oude schepenzegel overgenomen, dat vanaf de zestiende eeuw gebruikt werd, en dat Sint-Paulus voorstelde in een kleed en mantel als heilige, met in de rechterhand een groot zwaard en met de linkerhand aan de gordel.
De Sint-Pauluspaardenprocessie trekt elk jaar een paar duizend toeschouwers naar Opwijk, tot meer dan tienduizend in de meest succesvolle jaren.

De processie is niet het eigendom van de gemeente, niet van de parochie, maar de processie is eigendom van de Opwijkenaar.
— Willy Segers, voorzitter Sint-Pauluspaardenprocessiecomité

## Geschiedenis

### De periode 1902-1969: Ontstaan en evolutie
Eind negentiende eeuw was er een grote verering voor Sint-Paulus in Opwijk. Volgens de mondelinge overlevering besliste rond die tijd een aantal boeren spontaan om op 29 juni, feestdag van Sint-Paulus, met hun boerenpaarden te gaan bidden aan de Sint-Pauluskapel. Jaar na jaar groeide die groep aan en deze spontane boerenbedeveaart zou aan de basis liggen van de processie. Op 29 juni 1902 werd door pastoor August Van der Velpen en onderpastoor Van der Hulst de eerste Sint-Paulusprocessie met paarden ingericht.
In 1903 werd het Broederschap van Sint-Paulus erkend dat tot doel had om de verering van Sint-Paulus te bevorderen en om zoveel mogelijk mensen mee te laten stapen in de processie. De statuten van het broederschap werden op 10 januari 1903 goedgekeurd door kardinaal Petrus Lambertus Goossens, aartsbisschop van Mechelen en op 22 januari 1903 keurde paus Leo XIII te Rome het decreet van oprichting goed.

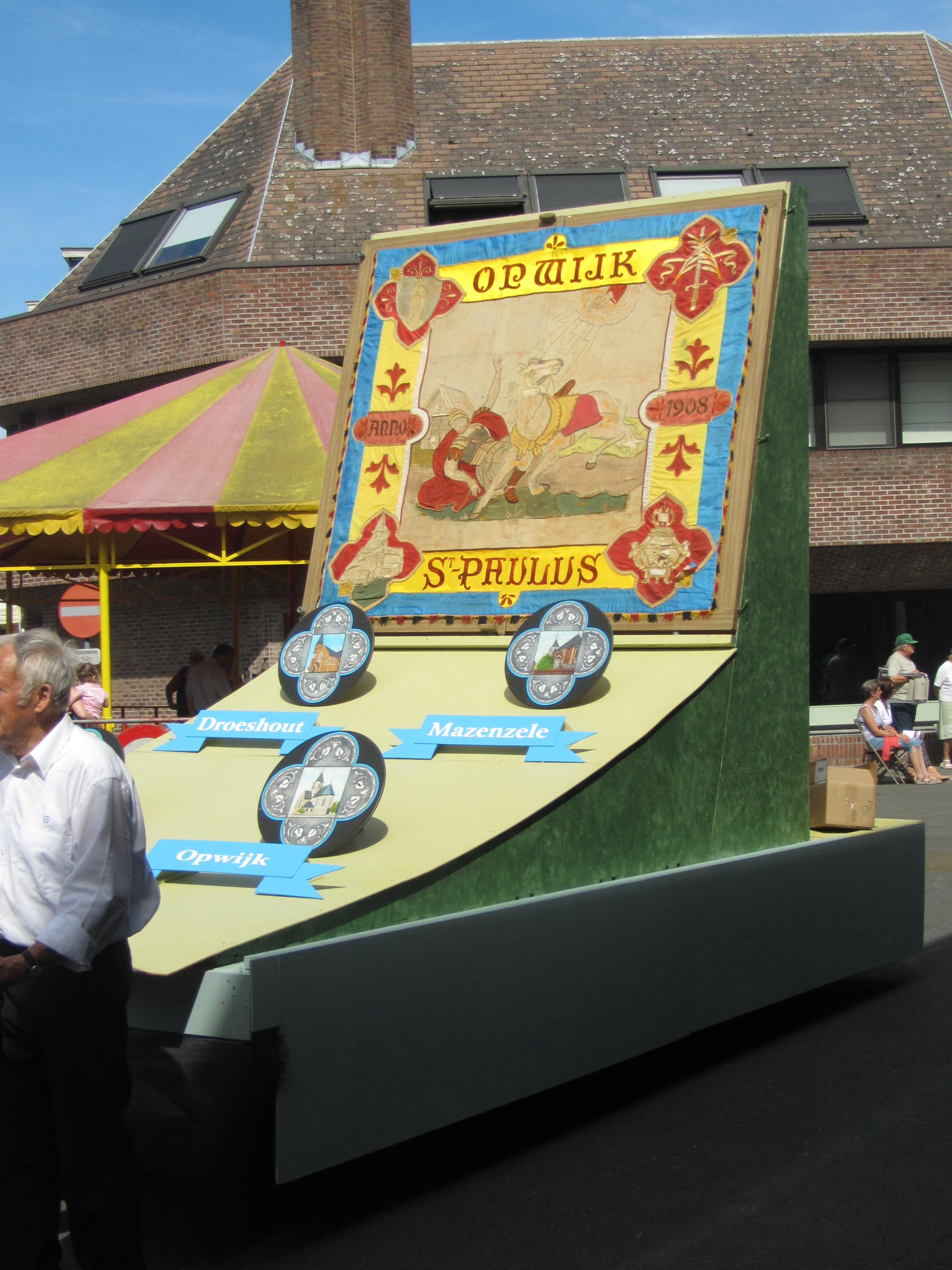
Gerestaureerde vlag van het Broederschap van Sint-Paulus uit 1908

Vanaf 1908 werden in de processie ook taferelen uit het leven van Sint-Paulus uitgebeeld, zoals zijn bekering, zijn marteldood en de verheerlijking van Sint-Paulus. In dat jaar wordt ook de vlag van het Broederschap van Sint-Paulus gewijd en vele leden stapten achter deze vlag, te paard of te voet, mee op in de processie. Ten slotte werd dat jaar ook voor het eerst het Sint-Pauluslied gezongen. Dit lied werd gecomponeerd door Achiel Bragers op tekst van Jan Lindemans.
De affiches tijdens de beginjaren van de processie spreken van een Plechtige Begankenis ter eere van den H. Paulus, bijzonderen bechermer tegen blindheid en alle gebreken der oogen, tegen alle gevaarlijke wonden, tegen den aanval der wormen en ander ongedierte, alsook tegen alle kwalen van het vee.
Ook tijdens de Eerste Wereldoorlog (1914-1918) ging de Sint-Paulusprocessie uit, maar zonder paarden omdat die opgeëist waren. Tijdens de Tweede Wereldoorlog (1940-1944) ging de processie niet uit, maar ging er een biddende menigte lang de processieweg. Op 20 mei 1945 kondigde het parochieblad aan dat de processie terug zal worden ingericht.
Op donderdag 29 juni 1950 werd Opwijkenaar Emiel De Smedt in de Sint-Romboutskathedraal te Mechelen tot hulpbisschop van het aartsbisdom Mechelen-Brussel gewijd. Op zondag 2 juli 1950 werd bisschop De Smedt onder grote belangstelling gehuldigd tijdens de Sint-Pauluspaardenprocessie. Hij droeg eerst een pontificale mis op in de Sint-Pauluskerk, volgde de paardenprocessie en zegende na de processie de ruiters, paarden en bedevaarders.
Tot 1969 is de processie vooral een parochiale aangelegenheid, die georganiseerd wordt door de parochiale overheid. Het was de taak van de (jongste) onderpastoor om deelnemers voor de processie te zoeken. Waar op hoogdagen drie- tot vierhonderd paarden deelnamen aan de processie was dat aantal in 1969 verminderd tot 110 en nog amper 4 groepen en 77 gekostumeerde personen beelden het leven van Sint-Paulus uit. Bovendien was de kledij verouderd en niet aangepast. De informatie over de processie werd hoofdzakelijk via het parochieblad verspreid.

### De periode 1970-1989: Vernieuwing

#### De jaren 70: De eerste vernieuwing
Na de processie van 1969 werd het gebeuren in vraag gesteld. De tijdgeest speelde hierbij een rol. Op 9 maart 1970 kwamen een veertigtal personen samen in de bovenzaal van De Waag onder leiding van juffrouw Livine De Smedt en schepen Wies Vereertbrugghen voor een gedachtewisseling over de processie. Het resultaat was dat het Sint-Paulusprocessiecomité (of Sint-Pauluscomité of processiecomité) werd opgericht en de organisatie in handen van leken terechtkwam. Tevens werd gezocht naar draagvlak. Op 10 juni 1971 werd in de Sint-Pauluszaal een vergadering georganiseerd waarop een honderdtal verantwoordelijken uit het Opwijkse verenigingsleven aanwezig waren. De volksvergadering sprak zich uit voor een jaarlijkse processie. Deze beslissing werd niet alleen vanuit godsdienstig, maar ook vanuit toeristisch en cultureel standpunt gemotiveerd. De processie was niet langer een louter godsdienstig gebeuren, maar werd een cultureel-godsdienstige manifestatie waarbij men alle wijken van de gemeente wilde betrekken. De vernieuwing zou zich de komende jaren geleidelijk voltrekken.
In 1970 wordt gestart met een vernieuwde processie die voor de eerste maal zal uitgaan op zaterdag, maar wel nog in de voormiddag plaatsvindt, waarbij de processie vertrekt na de misviering.
In 1971 worden de bestaande groepen die het leven van Sint-Paulus uitbeelden verbeterd en opgefrist. Dit jaar is ook de laatste processie voor pastoor Van der Borght.
In 1972 wordt op basis van een ontwerp van Eugeen Van Den Broeck de processie herdacht. Vanaf dit jaar gaat de processie uit om 15.00 uur. Er wordt gezorgd voor meer dan honderd nieuwe gewaden, meer dan zeshonderd affiches zorgden voor de promotie en er werd een programmaboekje aangeboden. In totaal waren er 300 gekostumeerde deelnemers verspreid over 31 groepen, 300 paarden en 3 nieuwe praalwagens. De kosten van deze vernieuwing werden grotendeels gedekt door een omhaling in alle wijken van Opwijk. Omwille van de regen gingen uiteindelijk enkel de paarden en de dragers van het beeld van Sint-Paulus en het relikwieschrijn uit. Vóór de zegening werd Frans Van Uytvanck nog gehuldigd omdat hij sinds 1908 aan alle processies had deelgenomen. Ook in dit jaar is hij bij de dragers van het relikwieschrijn, wat hij uiteindelijk nog zou doen tot en met 1978.
In 1973 wordt een nieuwe omhaling gedaan en vier nieuwe praalwagens doen hun intrede, namelijk het Opwijk van Sint-Paulus, Hulde aan de pastoors, Saulus bij Ananias en Paulus veroordeeld. Nieuw is dat een aantal groepen tijdens de hele duur van de processie acterend optreden en de processie zo verlevendigen. De heren Jos Chabert, minister van cultuur, en Monseigneur Emiel De Smedt wonen als genodigde de processie bij. Bij de meer dan 250 ruiters wordt de heer De Valck gehuldigd voor 25 jaar deelname met hetzelfde paard.

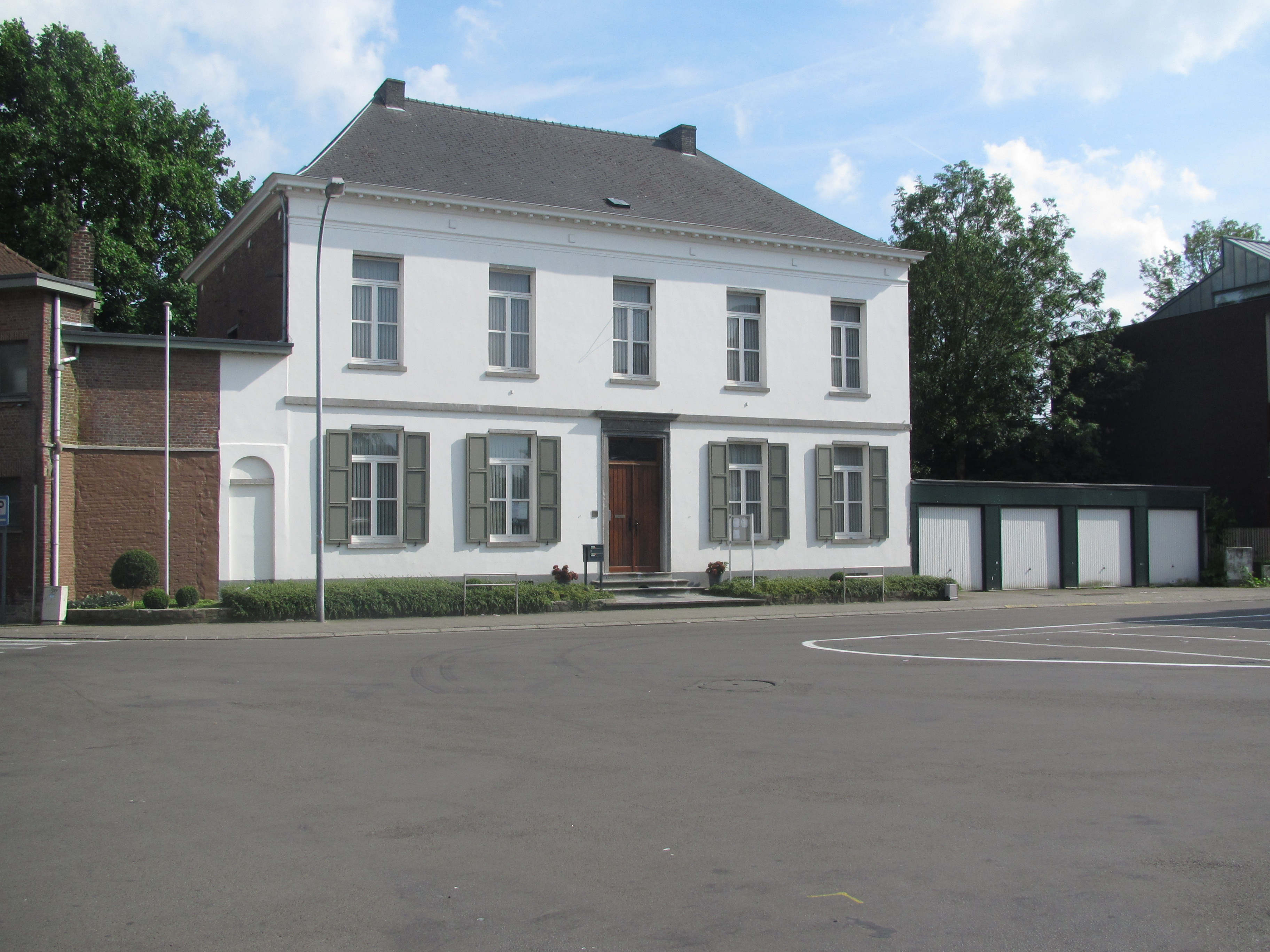
Singel, plein voor de pastorie van de Sint-Paulusparochie

Ook in 1974 maken enkele nieuwe groepen hun aantreden onder andere Opwijkse boerengezinnen op bedevaart en uittreksels uit de brieven van Sint-Paulus. Dit jaar vindt de apotheose van de processie voor de eerste maal plaats op de Singel, het plein voor de pastorie. Voorheen vond deze apotheose en zegening steeds plaats op het plein voor de parochiekerk. De pastorie wordt sindsdien feestelijk versierd met bloemen. In dit jaar werd ook voor de eerste maal het nieuwe Sint-Pauluslied gezongen en driehonderd nieuwe Sint-Pauluswimpels versieren de huizen langsheen het parcours van de processie. Deelnemers aan de processie ontvangen voor de eerste maal een medaille als aandenken.
In 1975 worden verder gewaden vernieuwd onder andere van de groep Paulus Apostel.
In 1976 stapt voor het eerst een afvaardiging van de Sint-Pietergilde uit Mazenzele mee op. Bij de fusie van de gemeenten werd Mazenzele in 1977 bij Opwijk gevoegd. Tevens doet een nieuwe praalwagen, Saulus bij de wevers van Tarsus, zijn intrede. Monseigneur Schoenmaeckers is eregast.
In 1977 bestaat de Sint-Pauluspaardenprocessie 75 jaar. Op de Singel wordt een zandtapijt 'Sint-Paulus vallend van zijn paard' van 30 m² gelegd om dit te vieren. De Sint-Pietersgilde draagt voor de eerste maal het beeld van hun patroonheilige mee. Monseigneur De Smedt, ondertussen bisschop van Brugge, sprak de bedevaarders toe.

#### De jaren 80: De tweede vernieuwing

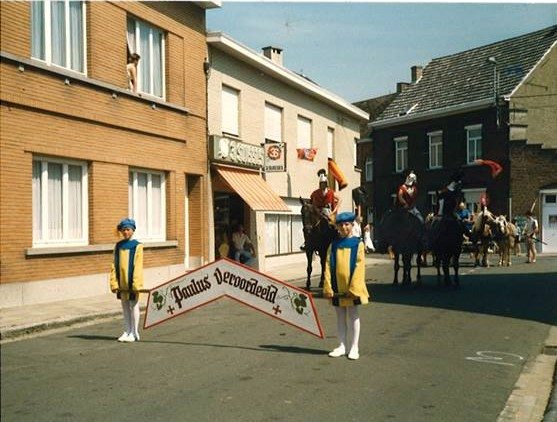
2 pages dragen infobord in 1987

In het begin van de jaren 80 werd verder gewerkt op het stramien zoals het door de vernieuwing in de jaren 70 was uitgewerkt. Elk jaar werd ook een affiche ontworpen en voor een programmabrochure gezorgd. Door de vernieuwing was de processie terug een evenement geworden dat op ruime belangstelling kon rekenen in Opwijk, maar de doorbraak naar het brede publiek buiten Opwijk, waar het comité toch ook op had gerekend, kwam er niet. Het processiecomité besloot in 1985 tot een tweede, grondige vernieuwing door een regisseur aan te trekken. De regisseur, Jaak Van der Helst, moest de processie echter en indrukwekkender maken. Onder zijn impuls werd ook een nieuwe organisatiestructuur uitgebouwd en naast het processiecomité kwamen er zes aanvullende commissies:
1. Scenografische commissie die alles in scène zet en waarvan de regisseur deel uitmaakt
2. Financiële commissie die als opdracht heeft om het jaarlijkse budget bij elkaar te krijgen
3. Commissie Public Relations
4. Commissie techniek en rekwisieten die de wensen en opdrachten van de scenografische commissie in de praktijk moeten brengen
5. Commissie Kledij
6. Paardencommissie die de aanwezigheid van de paarden in de processie moet garanderen en begeleiden

In 1985 was nogmaals Monseigneur Emiel De Smedt te gast. Hij stapte mee in de processie en zegende op het einde de processiegangers op de Singel. In 1988 valt die eer te beurt aan Monseigneur Jan De Bie, die sinds 1987 de nieuwe hulpbisschop voor Vlaams-Brabant en Brussel was.
In 1987 neemt voor de eerste keer een delegatie van een gastparochie deel aan de processie. Enkele vertegenwoordigers van het processiecomité waren op zondag 25 januari 1987 te gast op de Pauwelviering te Galmaarden. De daaruit gegroeide vriendschapsbanden werden bekroond met een actieve deelname van de Sint-Pietersparochie van Galmaarden. Tot en met 1990 nam de Galmaardse Pauwel deel aan de paardenprocessie.
In 1989 werd een nieuwe regisseur aangetrokken, Frans Vromman, die de processie zou blijven regisseren tot en met 1995.

### De jaren 90: Enkele hoogtepunten

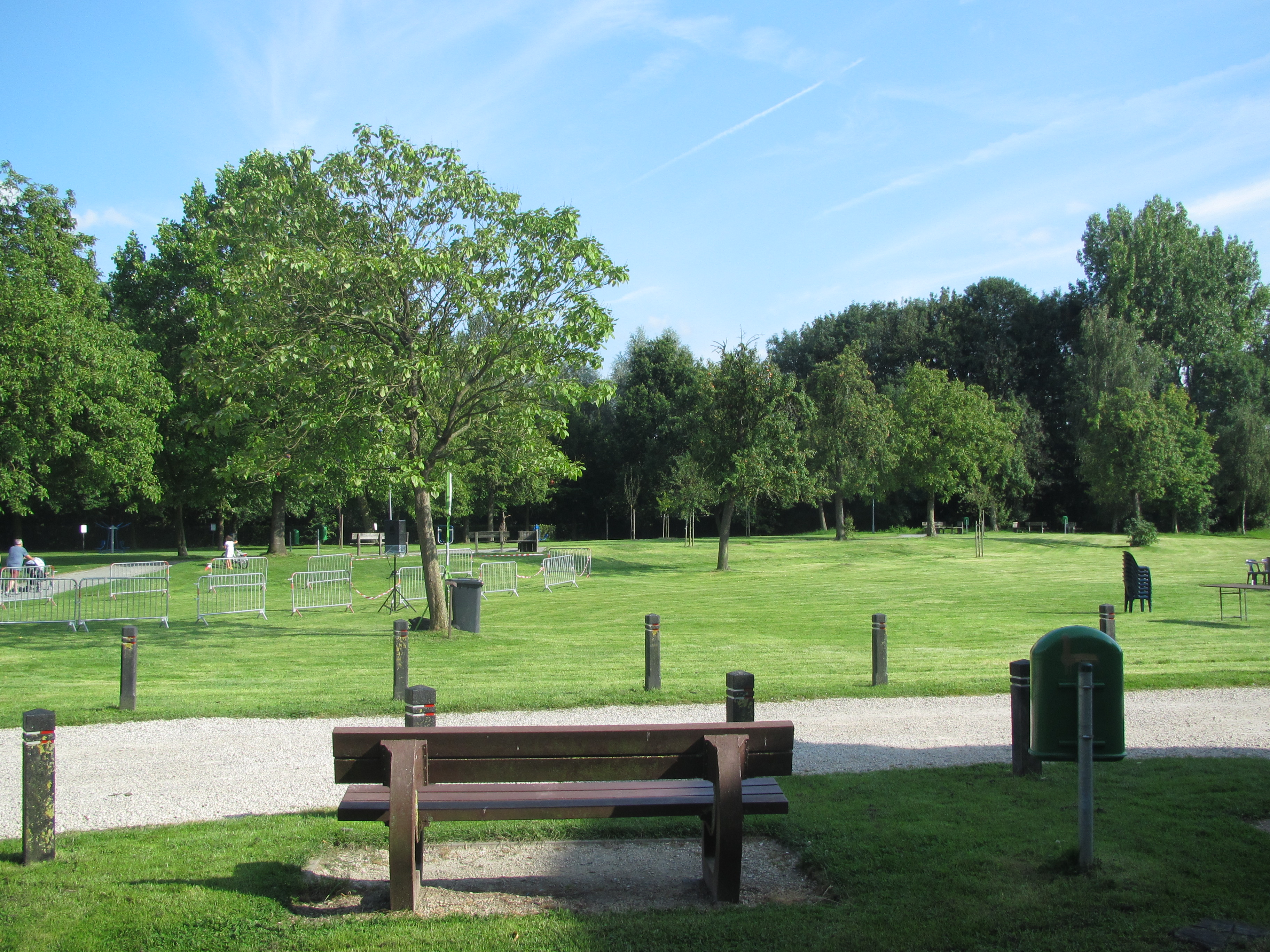
Park achter Hof Ten Hemelrijk

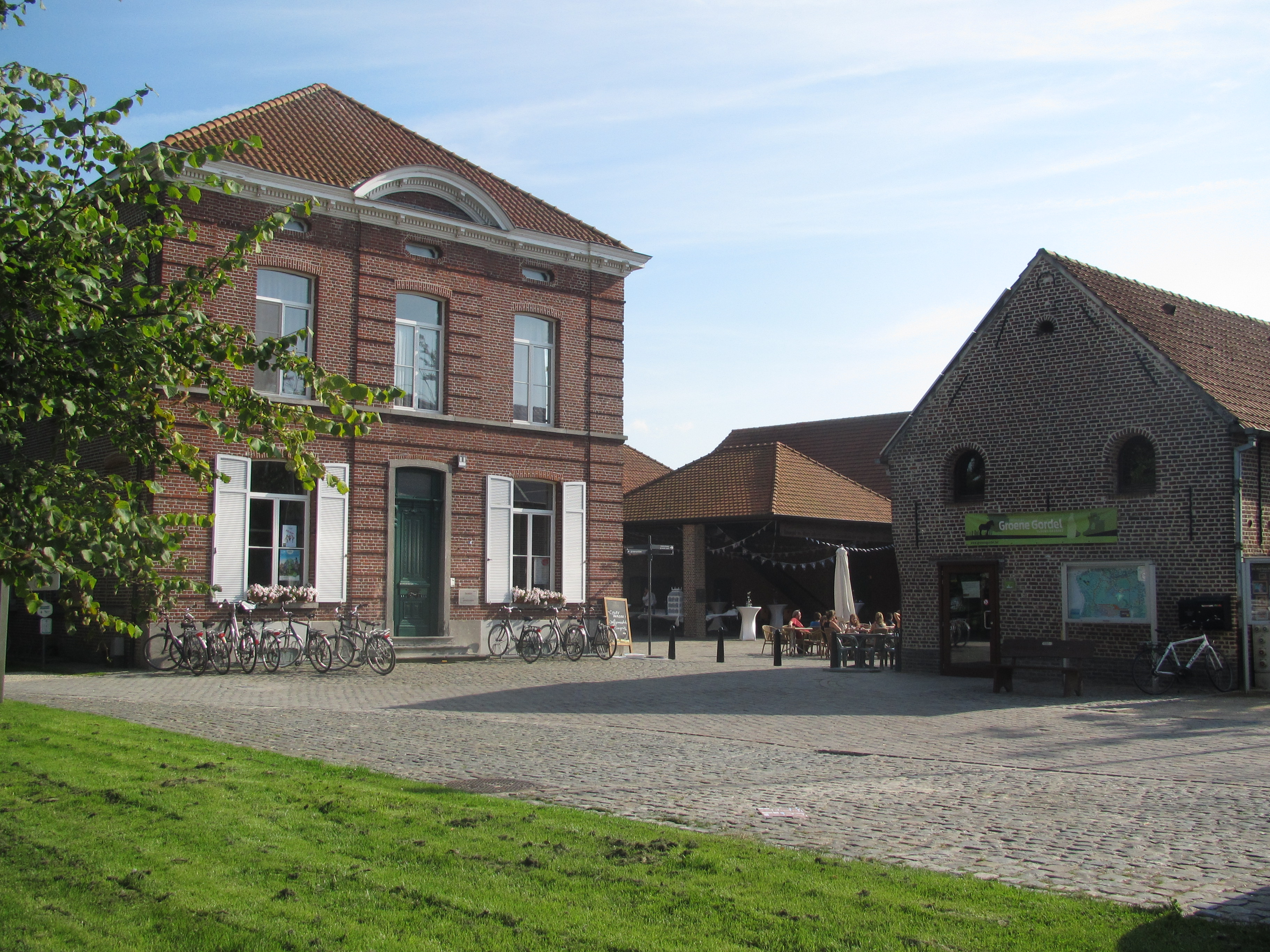
Hof ten Hemelrijk

In 1990 wordt de processie uitgebreid met drie nieuwe groepen: de overbrenging van de relikwie van Sint-Paulus, Paulus bij de geleerden van Athene en De Broederschap van Sint-Paulus. Op 1 juli 1990 was de processie te volgen tijdens een rechtstreekse televisie-uitzending op de BRT, de toenmalige openbare oproep. Uitzonderlijk vertrok de processie toen om 15.30 uur. De beelden werden uitgezonden van aan de passage van de processie bij de Sint-Pauluskapel. Omwille van het groeiend aantal deelnemers, gebeurt de apotheose na de processie voor de ruiters en hun paarden in het park achter het Hof Ten Hemelrijk, terwijl voor de overige processiegangers de apotheose blijft plaatsvinden op de Singel, het plein voor de pastorie. De oudste processieganger is Miel Jacobs, 83 jaar, die ruim meer dan zeventig keer aan de processie deelnam.
In 1992 is het 250 jaar geleden dat de Sint-Paulusparochie het Sint-Paulusrelikwie ontving. Tevens bestaat de processie zelf 90 jaar. Vanaf 1992 worden de processiegangers na afloop van de processie uitgenodigd op een receptie op de binnenkoer van het Hof Ten Hemelrijk, het gemeenschapscentrum van de gemeente Opwijk, ter plaatse ook gekend als Spechteshof.
In 1994 was kardinaal Daneels te gast op de processie. Albert Luypaert, 79 jaar, nam in dit jaar voor de 72e keer deel aan de processie, waarvan 60 keer als lid van de Koninklijke Harmonie De Volherding. Op zevenjarige leeftijd ging hij voor de eerste keer mee bij een groep kruistochters. Hij miste slechts één keer een processie, namelijk in 1936, omwille van zijn legerdienst.
Vanaf 1996 begint het Sint-Pauluscomité ook met de toekenning van de eretitel Pelgrim van Sint-Paulus, aan al wie 30 jaar of meer betrokken is bij de Sint-Pauluspaardenprocessie. De eretitel werd tot en met 2015 uitgereikt op het jaarlijkse Sint-Paulusfeest, de kermisvergadering eind januari. Vanaf 2016 worden de Pelgrims van Paulus gehuldigd tijdens de voorstelling van de paardenprocessie in juni.

### De jaren 2000: Honderdjarig bestaan
In 2000 wordt een nieuwe groep toegevoegd aan de processie: Met pater Abbeloos, Paulus achterna. Pater Juliaan Evarist Désiré Abbeloos werd in de Kerkstraat te Opwijk geboren op 20 juli 1871. In 1893 trad hij in bij het klooster van de congregatie 'Onbevlekt Hart van Maria' te Scheut, waar hij tot priester werd gewijd op 19 juli 1896. Als missionaris trok hij in september 1898 naar Mongolië waar hij op 22 augustus 1900 de marteldood stierf. Hij werd door plaatselijke opstandelingen, samen met honderden gelovigen, opgesloten in zijn kerk en levend verbrand. Vanaf 2000 wordt dit hele verhaal, honderd jaar na zijn sterfdatum, geëvoceerd in de processie.
In het jaar 2001 moet de groep die de historische marktscène in Tarsus evoceert, afzien van het inzetten van de kudde schapen als gevolg van de heersende mond-en-klauwzeer.
In het jaar 2002 bestaat de Sint-Pauluspaardenprocessie 100 jaar. Voor deze feestelijke editie op zondag 30 juni 2002 wordt er bijzondere aandacht geschonken aan kledij, grime en de opsmuk van de praalwagens. Naast de honderden paarden en gekostumeerde figuranten, vaste groepen en de elf praalwagens waren er ook speciaal voor de gelegenheid een aantal nooit eerder deelnemende groepen. De apotheose vond dat jaar gezamenlijk plaats in het park achter het Hof Ten Hemelrijk met zegening en toespraak door kardinaal Daneels. Ook de voorzitster van het processiecomité Livine De Smedt wordt gehuldigd en ontvangt van de kardinaal het gouden Sint-Romolduskruis. Het Sint-Rumolduskruis is een hoge kerkelijke onderscheiding voor personen die zich op een of andere wijze erg verdienstelijk hebben gemaakt binnen de werking van de Rooms-Katholieke Kerk. De naam slaat op de bijhorende – zowel in zilveren als in gouden uitvoering bestaande – kruisvormige medaille met de beeltenis en Latijnse naam van Sint-Rombout, de patroonheilige van Mechelen. Begin 2003, op 83-jarige leeftijd, gaf de voorzitster haar ontslag en werd ze erevoorzitster. Na de gezamenlijke apotheose volgde nog een groots volksfeest. Op de Singel aan de pastorie werd een bloementapijt gelegd.
Naar aanleiding van het honderdjarig bestaan verscheen er ook een speciale postzegel over de Sint-Pauluspaardenprocessie die op zondag 30 juni 2002 enkel te Opwijk in voorverkoop en met speciale dagafstempeling kon aangekocht worden. Hiertoe werd er een tijdelijk postkantoor ondergebracht in de feestzaal van de secundaire school Vrij Katholiek Onderwijs (VKO) aan de Karenveldstraat. Tevens was er een uitgebreide postzegeltentoonstelling waarbij het paard en de processie als specifieke thema's aan bod kwamen. De Opwijkse postzegelkring De Stempel richtte reeds in 1997 een eerste aanvraag tot De Post voor het bekomen van deze speciale zegel naar aanleiding van 100 jaar processie. Het was de allereerste Opwijkse postzegel die niet alleen een bekroning vormde voor 100 jaar Sint-Pauluspaardenprocessie, maar ook voor het vijfendertigjarig bestaan van postzegelkring De Stempel. Vanaf maandag 1 juli 2002 was deze postzegel te koop in alle postkantoren van België met een waarde van 0,52 euro. De postzegel maakte deel uit van een thematische postzegelreeks over paarden. Deze reeks bestaat uit een blokje of velletje waarin één postzegel is opgenomen, deze van de processie, en uit twee losse zegels. De ene zegel heeft een waarde van 0,40 euro, verwijst naar de jumping en beeldt een springruiter af. De andere zegel heeft een waarde van 0,42 euro en verwijst naar de mensport. De reeks is ontworpen door René Hausman, een Waalse striptekenaar. In het kader van de Grote Prijs van de Belgische Filatelistische Kunst ontving de heer Hausman op 14 juni 2003 in het Brusselse Stadhuis voor de postzegel van de paardenprocessie de Grote Prijs 'Ambassadeur', die uitgereikt wordt voor de postzegel die België het best vertegenwoordigt. De heer Hausman ontving de prijs voor mooiste postzegel van 2002 uit handen van Freddy Thielemans, Frank Daniëls, directeur bij De Post en Guy Coutant, juryvoorzitter.
In 2003 werd Willy Segers de nieuwe voorzitter van het processiecomité. Tevens werd beslist om ieder jaar een gastparochie uit te nodigen van wie de patroonheilige eveneens Sint-Paulus is. Het Sint-Paulusbeeld van deze parochie kon meegedragen worden in de processie, terwijl de geestelijke van de betrokken parochie de eer zou krijgen om de zegening uit te voeren tijdens de apotheose. Gelet op de eerdere verbroedering met Galmaarden werd in 2003 gekozen voor de Sint-Paulusparochie van deelgemeente Vollezele, waar Sint-Paulus al sinds 1893 wordt geëerd. De pastoor van deze gastparochie, Kris Meskens, is overigens afkomstig van Opwijk. Bovendien heeft Vollezele ook een duidelijke band met paarden doordat het beschouwd wordt als de bakermat van het Brabantse trekpaard. In het voormalige gemeentehuis van Vollezele is het Museum van het Belgisch Trekpaard gevestigd. In de processie werd het Sint-Paulusbeeld uit Vollezele meegedragen. In de geklasseerde Sint-Pauluskerk (1776-1777) staat het Sint-Paulusbeeld normaal hoog boven het vroegere hoofdaltaar.
In 2004 is te Sint-Paulusparochie uit Antwerpen te gast. De processie heeft de eer om niet alleen het Sint-Paulusbeeld, maar ook het beeld Onze-Lieve-Vrouw van de Heilige Rozenkrans uit de Sint-Pauluskerk van Antwerpen mee te dragen. De beelden werden begeleid door een ruim delegatie van de Antwerpse Sint-Paulusparochie.
In 2005 werd de website van de paardenprocessie gelanceerd en was Lanklaar de gastparochie. De Sint-Pauluskerk van deze parochie dateert van 1959, maar het kleine, barokke, houten Sint-Paulusbeeldje, dat meegedragen werd in de processie, dateert van de zeventiende eeuw.
In 2006 komt de gastparochie uit Aalst. Deze parochie werd in 1986 als Sint-Paulus en Onze-Lieve-Vrouw ter Rozen erkend en de Sint-Pauluskerk werd ingewijd op 15 augustus 1994. Deze moderne betonnen kerk heeft een opvallend glasraam, dat deels werd nagebouwd op de praalwagen. Tevens kreeg het Sint-Paulusbeeld, in gegoten aluminium, een plaats op de praalwagen. In de processie werd deze wagen begeleid door leden van de Aalsterse scoutsgroep Akabe die zich richt op mentaal gehandicapten.
Gastparochie op de processie van 2007 was de Sint-Paulusparochie uit het Nederlandse Oudenbosch. In de processie werd het grote Nederlandse Sint-Paulusbeeld begeleid door een re-enactment van Pauselijke Zoeaven, soldaten uit het pauselijk leger in de periode 1860-1870.
In 2008 kreeg de processie steun van de parochianen van de Sint-Paulusparochie van Vossem, een deelgemeente van Tervuren. De Sint-Pauluskerk is in gotiek gebouwd met romaanse delen van omstreeks 1200. Pastoor Jos Verstraeten van Vossem mocht de deelnemers zegenen.
Centraal in de editie van 2009 van de Sint-Pauluspaardenprocessie stond de verbroedering met buurgemeente Merchtem. De Onze-Lieve-Vrouw-ter-Noodtparochie uit Merchtem bezit een Sint-Paulusbeeld, dat in de processie begeleid werd door de bestuursleden van de Landelijke Gilde van Merchtem. Pater Karel Stautemans, federatiepastoor van Merchtem, sprak het slotwoord uit tijdens de apotheose. De processie startte met vertraging wegens een zomerse regenbui op het aanvangsuur. Nieuw dit jaar is dat de deelnemers met paarden sinds dit jaar geen vergoeding meer krijgen uitgekeerd. De kosten daarvoor bedroegen tot 7.500 euro per jaar en werden te zwaar voor het budget van de processie.
Vanaf 2010 bestaat de mogelijkheid om de processie te beleven als een VIP. In ruil voor een financiële bijdrage wordt dan een pakket aangeboden dat bestaat uit: een parkeerplaats, aperitief en lunch, tribuneplaats, programmaboekje, receptie en aandenken. De Sint-Paulusparochie uit Sint-Pauwels, een deelgemeente van Sint-Gillis-Waas is de gastparochie. Het Sint-Paulusbeeld op de praalwagen werd begeleid door een ruime delegatie uit Sint-Pauwels, bestaande uit de volkskunstgroep Drieske Nijpers, ruiters, vendelzwaaiers en een afvaardiging van het gemeentebestuur.
In 2011 was de Sint-Paulusparochie uit Godveerdegem, deelgemeente van Zottegem, de gastparochie, die geëerd werd met een praalwagen waarop een replica van de Sint-Paulus-Bekeringkerk stond samen met het Sint-Paulusbeeld van Godveerdegem. De Antwerpse bisschop Johan Bonny was de eregast.
In het jaar 2012 bestaat de processie 110 jaar. Naar aanleiding hiervan werd een boek uitgeven 110 jaar Sint-Pauluspaardenprocessie van de hand van Vic Everaet, ereburgemeester van Opwijk, en Johan Van Wiele. De heer Everaet deed de opzoekingen en de interviews, schreef de basisteksten en zorgde voor de documenten en foto's in het boek. De heer Van Wiele verzorgde de samenstelling, de tekstbewerking en de lay-out van het boek. Het boek werd op 27 april 2012 voorgesteld tijdens een presentatie in de schuur van het Hof Ten Hemelrijk. Het boek telt 275 bladzijden en 380 afbeeldingen en werd verkocht tegen een prijs van 30 euro (voorintekenprijs 25 euro). De processie zelf viel dit jaar in het water. Het stortregende en er werd gevreesd dat de kostuums te veel schade zouden oplopen. Kort na de beslissing om de processie niet te laten plaatsvinden, brak de zon door de wolken. Uiteindelijk vertrok toch nog een fel ingekorte stoet.
In 2013 viel de praalwagen met de kunstschatten van Sint-Paulus, die al sinds 1973 meegaat in de processie, in panne. De wagen diende van het parcours gehaald te worden en werd tijdelijk geparkeerd in de Fabrieksstraat. Dit vergde wel wat tijd zodat er een onderbreking in de processie ontstond. De West-Vlaamse Sint-Paulusparochie uit Langemark-Poelkapelle was de gastparochie en evoceerde het verhaal van Rosalie Demeersseman, de martelares van Langemark, die tijdens de Boerenkrijg omkwam toen ze de stormklok luidde in de kerk die in brand gestoken werd.
Voor de editie van 2014 werd geen gastparochie met dezelfde patroonheilige bereid gevonden om deel te nemen. Nieuw dit jaar was dat na de processie in het park achter Hof Ten Hemelrijk de Schelderuiters uit Bornem nog een voltigeshow verzorgden.
In 2015 was de Onze-Lieve-Vrouw-Geboorte-parochie van Lebbeke te gast in de processie. Nadat in 2014 verschillende pogingen mislukten om een gastparochie met Sint-Paulus als patroonheilige naar de processie te krijgen, werd beslist om niet langer op zoek te gaan naar een Sint-Paulusparochie. Er wordt gefocust op parochies in de buurt van Opwijk om op die manier ook meer toeschouwers aan te trekken. Tegen de stoet van 2015 werden ook drie praalwagens vernieuwd: de praalwagen met de kunstschatten, de kleine wagen met een replica van het glasraam van Sint-Pieter en Sint-Paulus van de Sint-Pauluskerk en de wagen Paulus ter dood veroordeeld. De traditionele affiches ter promotie van de processie werden dit jaar vervangen door deurhangers die een paar dagen voor de processie in Opwijk en Lebbeke werden verspreid.

### Vanaf 2016: De derde vernieuwing

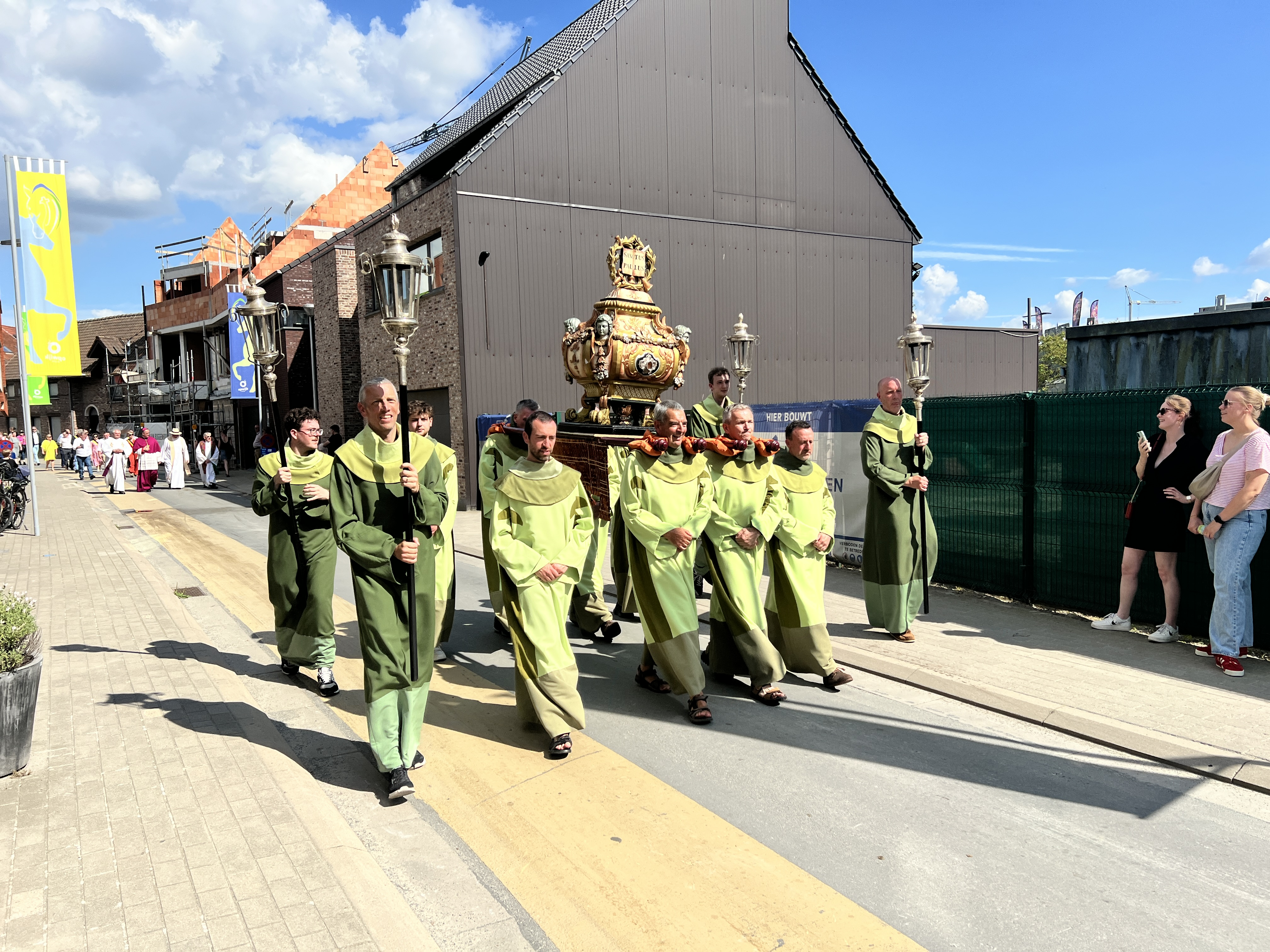
Sint-Pauluspaardenprocessie 2024

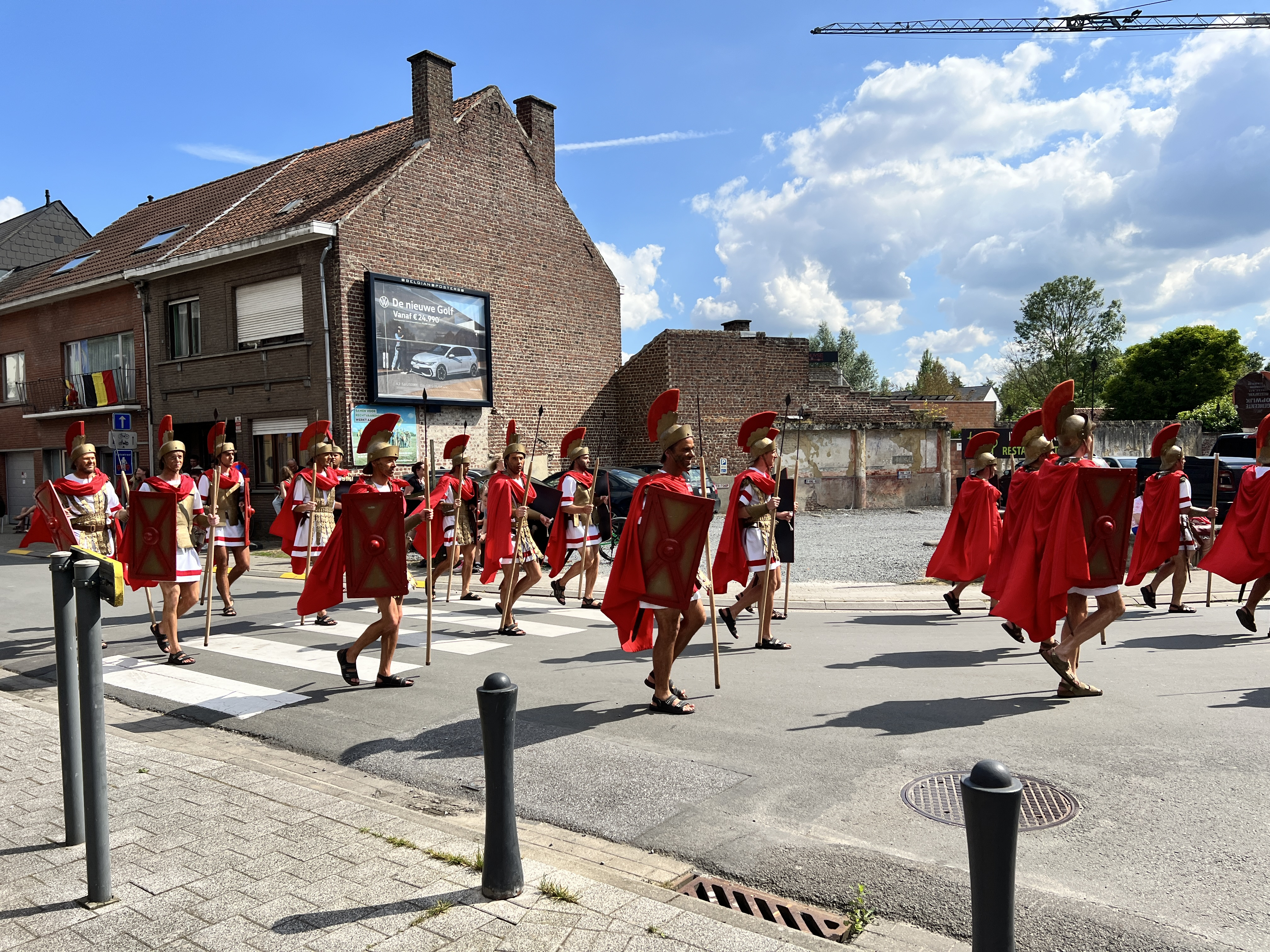
Sint-Pauluspaardenprocessie 2024

Voor de 114e editie in 2016 trok het organiserend Sint-Pauluscomité  voor het eerst sinds de jaren tachtig een regisseur van buiten aan. Carl Deckers, een stoetenbouwer uit de kuststreek, stelde voor de stoet in vijf delen in te delen in plaats van drie. De vijf delen zijn: een openingsgedeelte (nieuw), Sint-Paulus patroon van de ruiters, Sint-Paulus patroon van Opwijk (nieuw), beelden uit het leven van Sint-Paulus en de verheerlijking van Sint-Paulus. Verder werden groepen, waarvan sommige al decennialang meeliepen, maar die geen bijdrage leveren tot het verhaal, geschrapt, en vervangen door andere groepen. Sommige groepen kregen een andere plaats in de stoet. Figuranten kunnen voortaan ook niet langer hun eigen plaats in de stoet kiezen. Figuranten die geen rol te spelen hebben op de praalwagens moeten vanaf nu voor of achter hun praalwagen lopen. Ook de kledij van de figuranten wordt nauwgezetter opgevolgd zodat die meer historisch correct is. Nieuw in de stoet is ook dat de delen voortaan aangekondigd worden met nummers die verwijzen naar het programmaboekje en dat speciale aandacht wordt geschonken aan het jaartal 1742, toen Rome besloot om een relikwie van Paulus aan Opwijk te schenken. In de stoet wordt ook hulde gebracht aan pater Abbeloos, de eerste Opwijkse jezuïet, als volgeling van Paulus en 145 jaar geleden geboren werd. Vanaf dit jaar waren langs het twee kilometer lange parcours voor het eerst ook de nieuwe (moderne) vlaggen te zien. Ze werden ontworpen door Erica Engelen en Kris Vanderstraeten en gesponsord door de gemeente. De gastparochie die uitgenodigd werd voor de stoet was de Sint-Genoveva uit Steenhuffel. Eregast op de processie was de Gentse bisschop Luc Van Looy. Deze editie kreeg af te rekenen met zware regenval, waardoor niet alle praalwagens en groepen uitgingen. Op 26 november 2016 werd de oprichtingsakte ondertekend waarbij het organiserend comité werd omgevormd tot een vereniging zonder winstoogmerk Sint-Pauluspaardenprocessie.
De paardenprocessie is in 2017 aan haar 115e editie toe. Dit jaar is het 275 jaar geleden dat Rome het relikwie van Paulus aan Opwijk schonk. De ontvangst van het relikwie  wordt geëvoceerd op een nieuwe wagen voor Rome. Ook het tafereel 'Saulus thuis' kreeg een nieuwe praalwagen. De stoet bestond uit 52 groepen en meer dan 940 figuranten. Naast 13 praalwagens stapten er ook zes muziekkorpsen, twee vlaggengroepen en twee dansgroepen mee op. De Sint-Genovevaparochie van Steenhuffel kreeg na het slechte weer van vorig jaar een herkansing. De bisschop van Hasselt Patrick Hoogmartens zegende bij de apotheose de pelgrims op het Singelplein.
In 2018 liepen er meer paarden mee dan de voorgaande jaren. Dit had te maken met het feit op de kop van de stoet twee Belgische kampioenenpaarden meeliepen: Max van Schermershoek, een hengst van zes jaar, en Evita van 't Costershof, een merrie van acht jaar, beide van het Opwijkse echtpaar Johan en Ann Vereertbrugghen. Opgemerkte gasten in de stoet waren de spektakelgroep Vredon uit Aalst en de muziek van de koninklijke fanfare Rumolduszonen uit Humbeek, die vorig jaar wereldkampioen werd in haar discipline. Een attractie was ook de rijdende beiaard van Mechelen, bespeeld door uitgeweken Opwijkenaar Kristiaan Van Ingelgem. De eregast op deze processie was Johan Goossens, prior van de abdij van Grimbergen, die de deelnemers aan de processie zegende.
De 117e Sint-Pauluspaardenprocessie ging op  zondag 23 juni 2019 uit met 938 figuranten en ongeveer 200 paarden: 48 paarden trokken tien praalwagens, vier groentewagens en vier koetsen voort. Verder ook nog acht muziekkorpsen en drie vlaggen- en choreografische groepen. Blikvangers van de processie waren de totaal vernieuwde praalwagen met boot van de groep van ’t Eeksken en de aanwezigheid van de Merchtemse Steltenlopers als afsluiters van de processie. Gelet op het extreem warme weer moesten er uit veiligheidsoverwegingen drankpauzes worden ingelast om te voorkomen dat figuranten zouden uitdrogen. Hierdoor vielen er wel gaten in de stoet.  Eregast was hulpbisschop Koen Vanhoutte.
In april 2020 besliste het bestuur van de vzw Sint-Pauluspaardenprocessie om dat jaar geen editie te laten plaatsvinden omwille van de coronapandemie. De bezorgdheid voor het welzijn van alle deelnemers en de toeschouwers leidde tot deze beslissing. Op 28 juni 2020 ging de 118e editie  van de processie dus niet uit. Aan de bewoners werd wel gevraagd om de straten te bevlaggen. 
In 2021 vond de processie niet plaats op zondag 27 juni 2021, maar omwille van de maatregelen in verband met de coronapandemie op zondag 4 juli 2021 én in beperkte vorm: zonder praalwagens en figuranten en zonder groepen en paarden van buiten de gemeente. Alleen het Sint-Paulusbeeld en de relikwie werden rond gedragen, voorafgegaan door paarden met vertrek aan de kerk van Opwijk om 11.00uur voor een waardige en kleine ommegang op een alternatief parcours. De stoet werd afgesloten door de koninklijke harmonie De Volherding. Op het einde van de rondgang was er geen zegening om een bijeenkomst van een grote groep te vermijden.

## Samenstelling
Een belangrijk onderdeel van de Sint-Pauluspaardenprocessie bestaat uit de deelname van enkele honderden paarden en ruiters, maar er nemen nog heel wat andere groepen deel aan de processie. Zo zijn er de vaste groepen die het leven van Sint-Paulus uitbeelden, waarbij een aantal van die groepen een praalwagen gebruiken. Een overzicht van de samenstelling van de processie van 2014 geeft een goed beeld van welke andere groepen nog deel uitmaken van de processie. Na de passage van de laatste groep sluiten de priesters, gemeentemandatarissen en genodigden aan bij de processie om zo ook mee de apotheose met zegening op de Singel, voor de pastorie, bij te wonen.

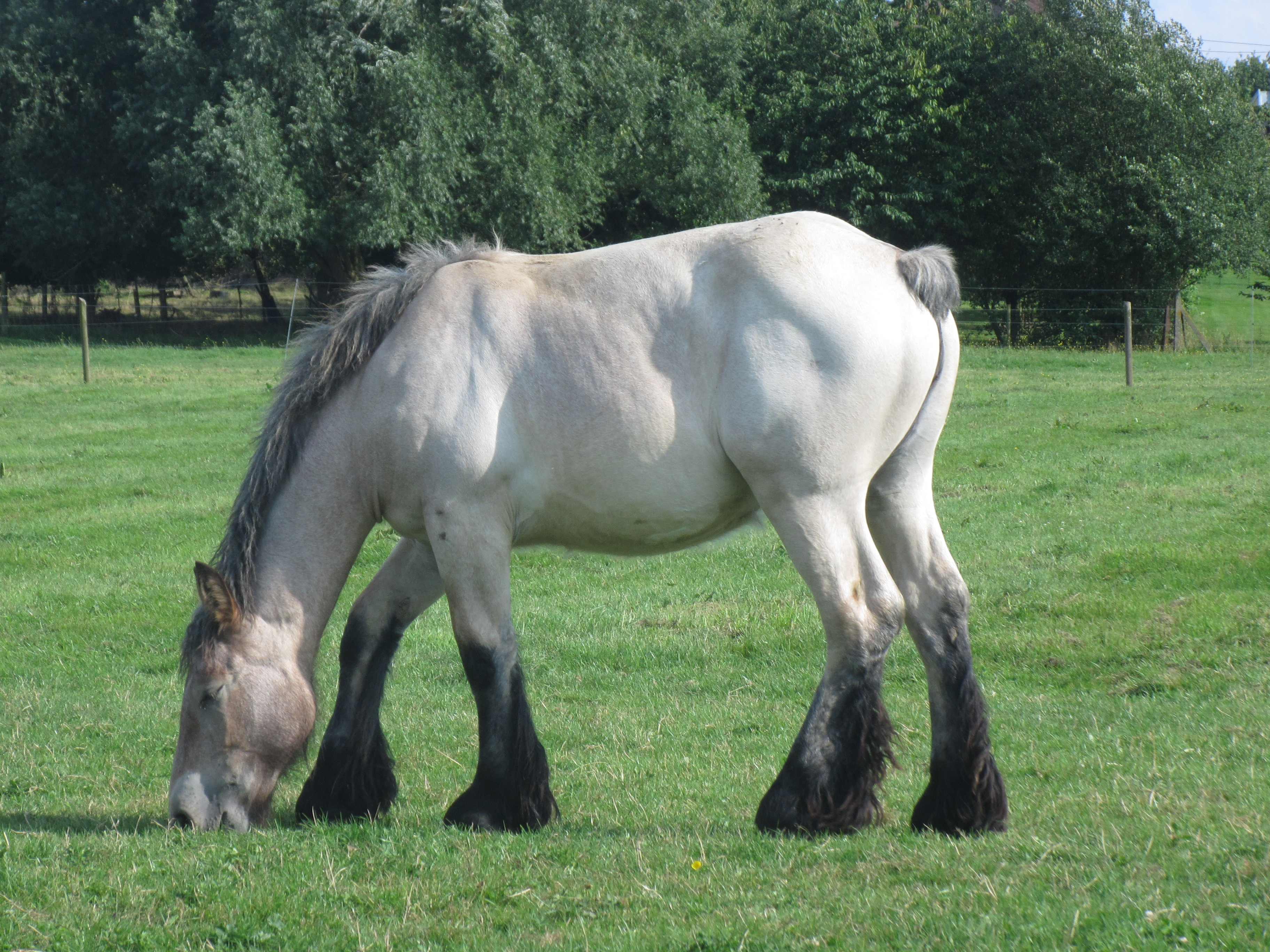
Brabants Trekpaard

### Paarden
Tot vóór de Tweede Wereldoorlog waren er vooral Brabantse trekpaarden aanwezig in de processie. Dit waren paarden die tijdens de rest van het jaar gewoon gebruikt werden op de boerderij. Opwijk was in die periode een landelijke gemeente met een belangrijk aandeel landbouwers. Sinds de jaren vijftig verscheen het landbouwrijpaard, dat een veel lichter paard was, dat naast het boerderijwerk ook gebruikt werd voor ruitertornooien. Later deden dan ook nog pony's en paarden met koetsen hun intrede in de processie. Gezien de evolutie van de landbouw zijn er in Opwijk, net als elders, geen boerderijen met paarden meer. Bijna alle processiepaarden worden dan ook gehouden in het kader van de vrijetijdsbesteding van de eigenaar. Het merendeel van de paarden dat deelneemt aan de processie komt van buiten Opwijk.
Doorheen de jaren schommelt het aantal deelnemende paarden van een honderdtal tot drie- à vierhonderd paarden in de meest succesvolle jaren.

### Praalwagens
De vernieuwing van de processie in 1970 betekent de intrede van vaste praalwagens. Vroeger reden er in de processie ook al praalwagens mee, maar dat waren dan telkens wagens die noodzakelijk waren voor de boeren en die ter gelegenheid van de processie werden omgebouwd tot praalwagen om na de processie onmiddellijk terug gedemonteerd te worden. Sinds 1970 werd het aantal praalwagens verder uitgebreid en blijvend aangepast en vernieuwd. De meeste praalwagens worden voort getrokken door een span met Brabantse trekpaarden, een aantal wagens zijn gemotoriseerd en een aantal worden met de hand geduwd.
In 2010 namen de volgende praalwagens deel aan de processie:
- Opwijk ontvangt de relikwie van Sint-Paulus
- Hulde aan de pastoors die de Sint-Pauluskerk met kunstschatten hebben verrijkt
- Replica van het glasraam Sint-Pieter en Sint-Paulus
- Saulus thuis in Tarsus
- Saulus in Damascus
- Saulus bij Ananias
- Paulus bij Petrus in Jeruzalem
- Paulus missionaris
- Paulus bij de geleerden
- Paulus gevangengenomen
- Paulus ter dood veroordeeld
- Wagen met de oudste gerestaureerde vlag van het Broederschap van Sint-Paulus

Bovendien wordt er telkens een nieuwe wagen gemaakt in functie van de gastparochie waarmee in een bepaald jaar verbroederd wordt. Deze gastparochie stapt met een eigen delegatie dan mee op in de processie.
Sinds 2005 wordt het processiepatrimonium, waaronder de praalwagens, opgeslagen in een gemeentelijke loods op de Fläkte-site, gelegen langs de Doortstraat te Opwijk.

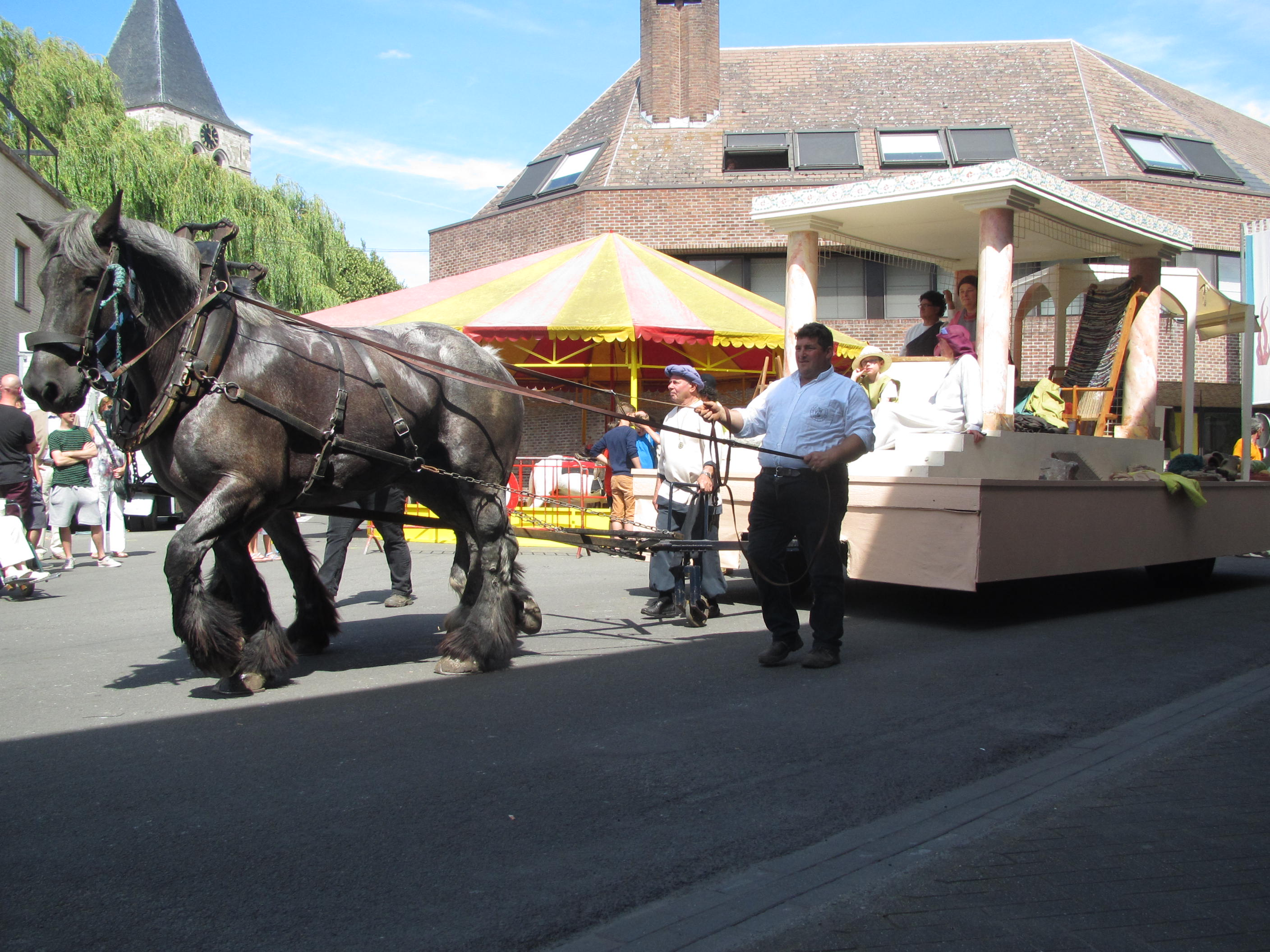
Praalwagen Saulus thuis
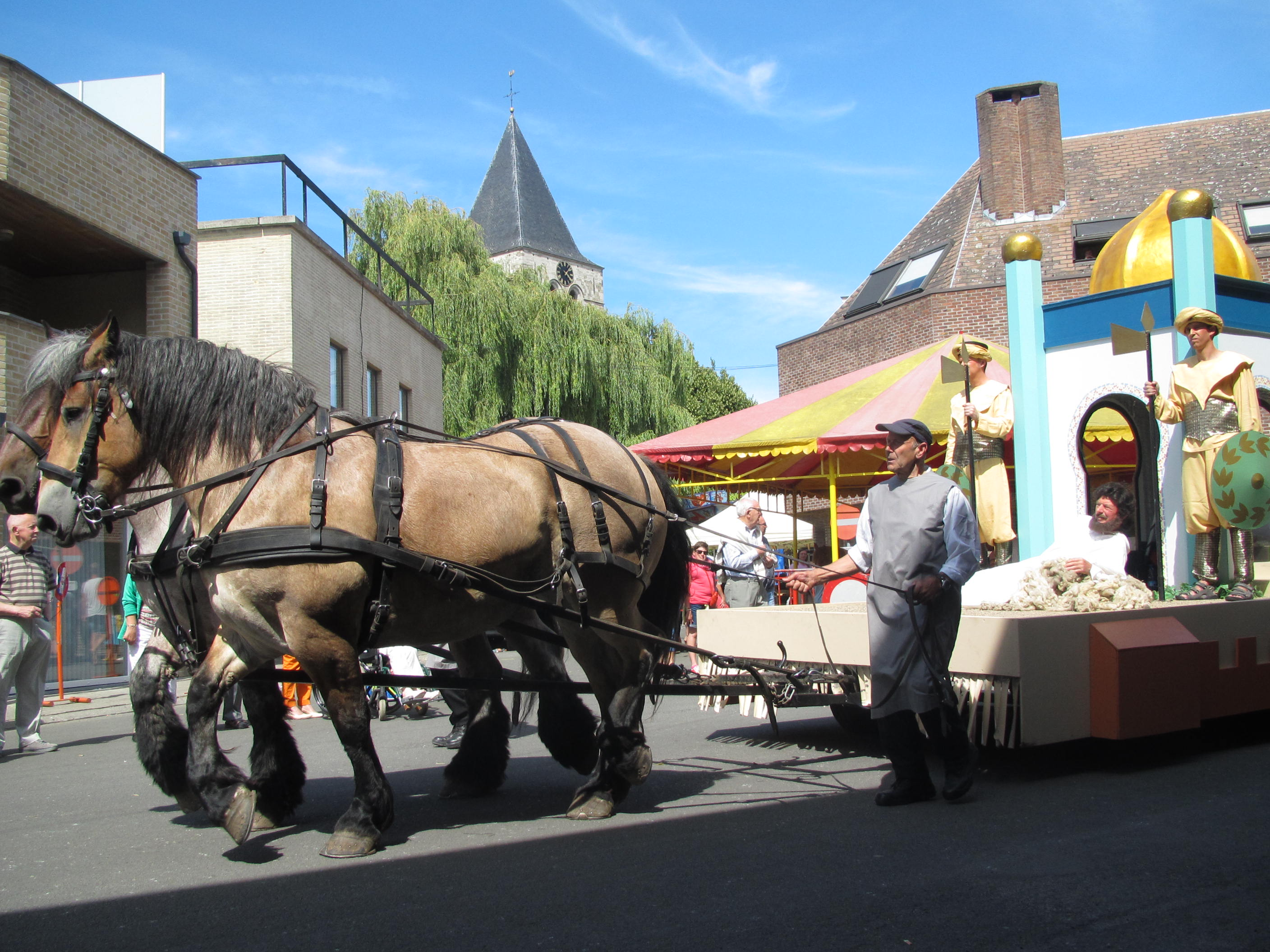
Praalwagen Saulus voor Damascus
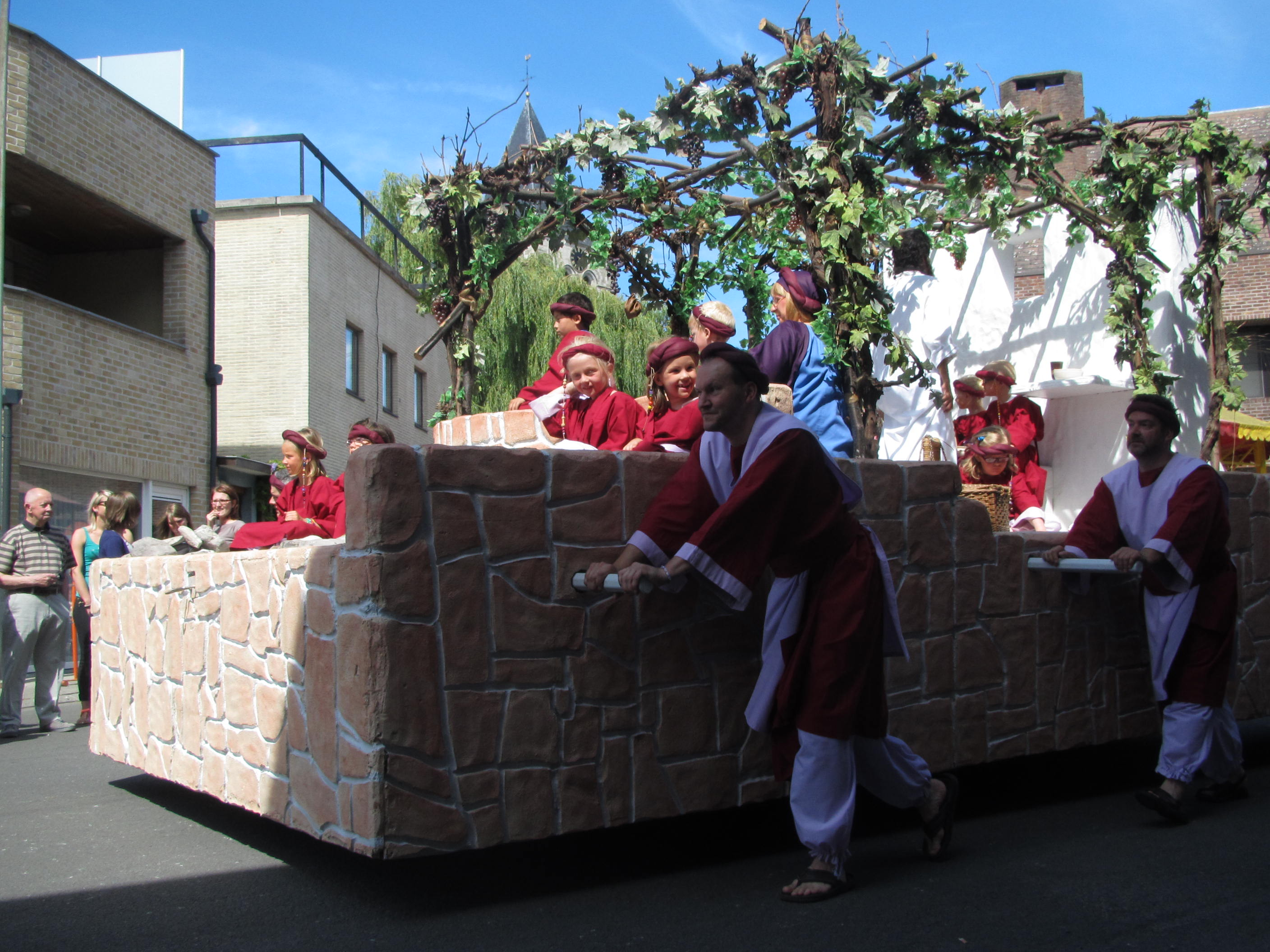
Praalwagen Ananias bij Saulus
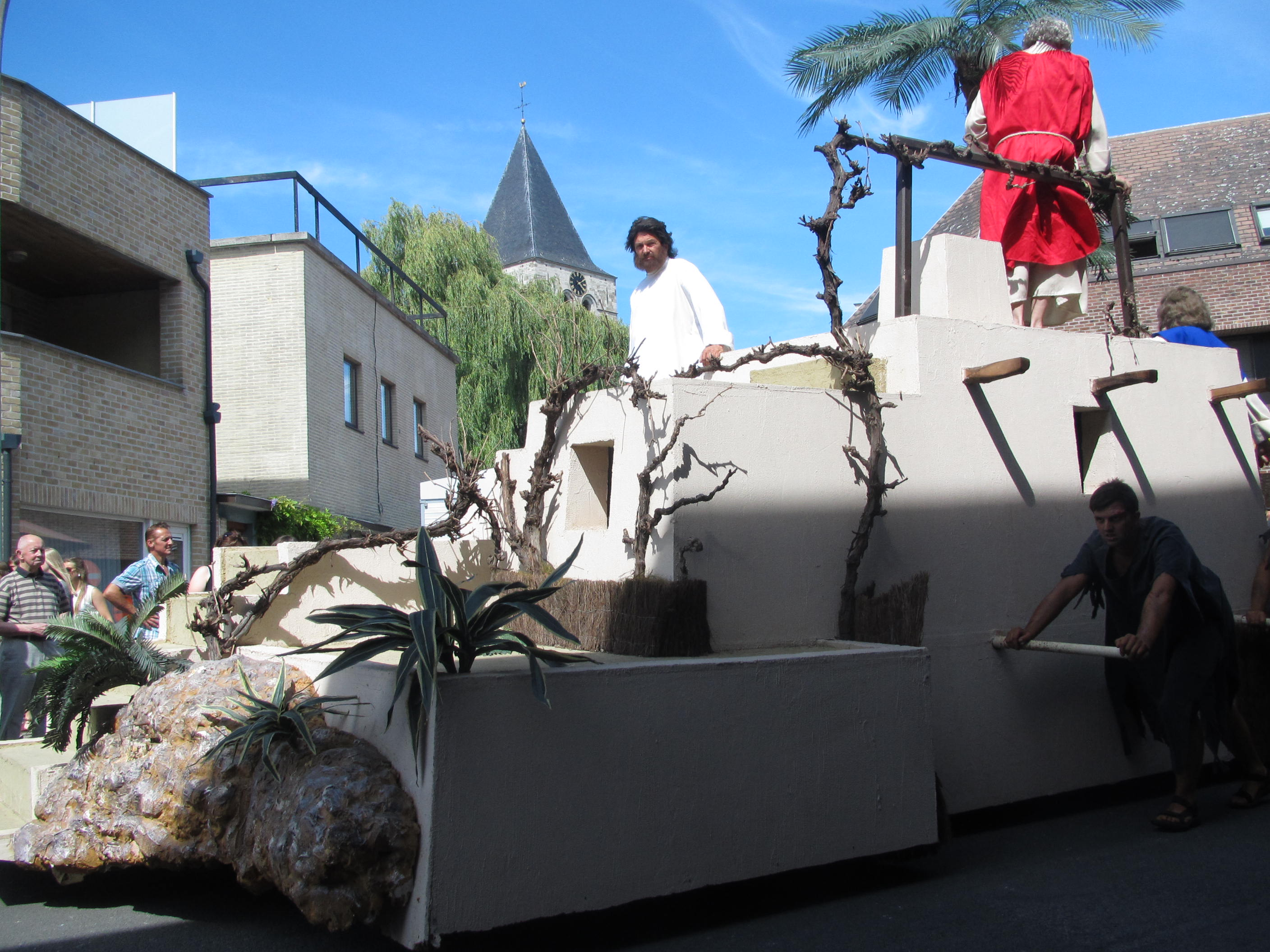
Praalwagen Paulus bij Petrus in Jeruzalem
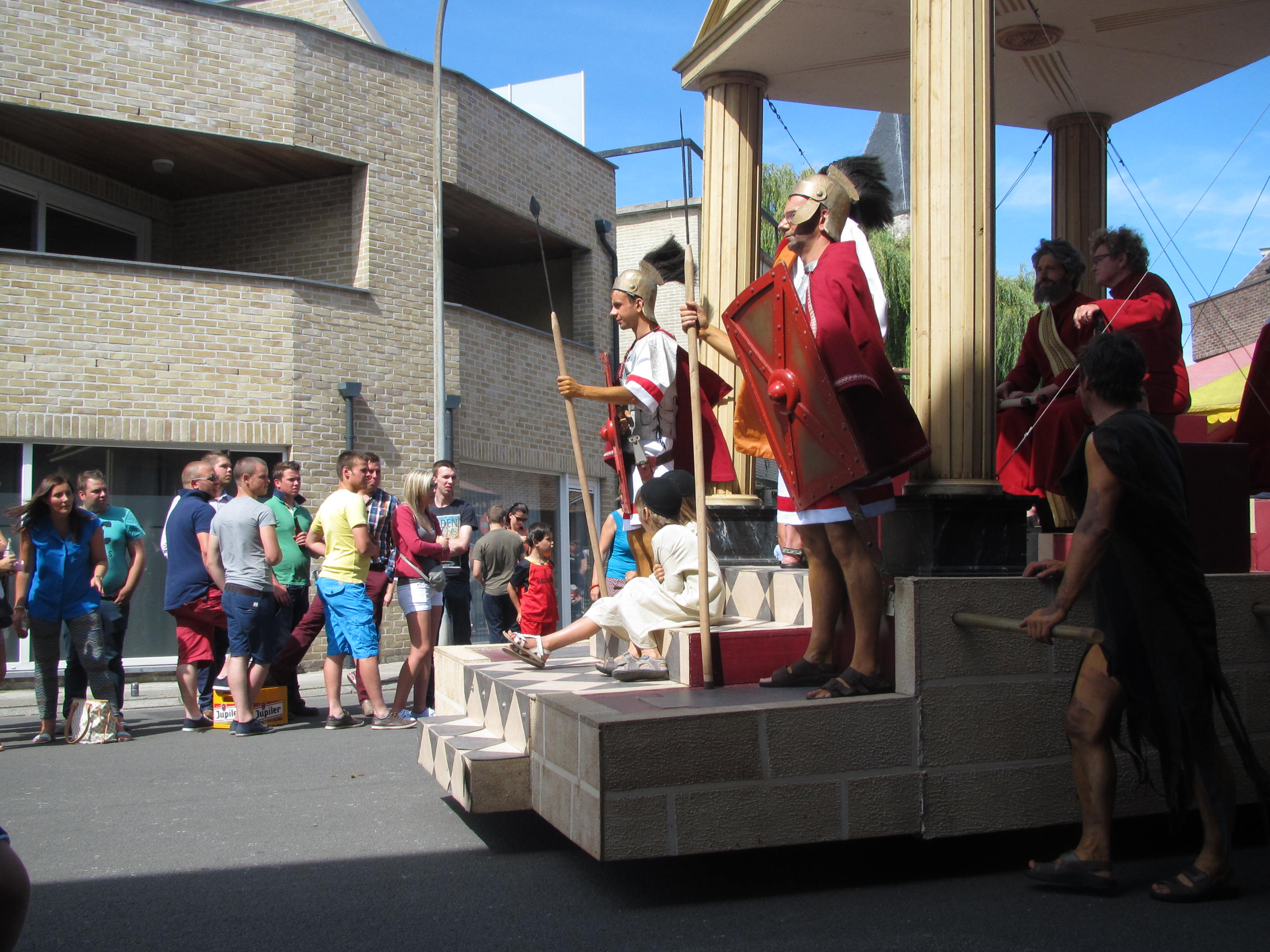
Praalwagen Paulus ter dood veroordeeld

### Overzicht
Naast de paarden en de praalwagens, nemen nog tal van andere groepen deel aan de processie, waarbij er ook gelegenheidsgroepen kunnen zijn. De samenstelling is dus jaar na jaar niet noodzakelijk precies dezelfde, al wordt er wel steeds rond een vast stramien gewerkt. De samenstelling van de paardenprocessie van 2014 geeft een goed beeld van dit vaste stramien.
Deel 1: Sint-Paulus, Patroon van de Ruiters
1. De Herauten kondigen de processie aan.
2. Ruiters en ruiterijverenigingen.
  - De voorzitter van de ruiters opent de optocht van de ruiters en ruiterijverenigingen.
  - Ruiters met de Vlaamse, Pauselijke en Opwijkse vlag.
  - Ruiters en ruiterijverenigingen.
3. Reinigingsdienst paardenvijgen. Schoonmaakploeg die de uitwerpselen van de paarden op het parcours verwijdert.
4. KSA-trommelaars.
5. Ruiters met Opwijkse kleuren: geel en blauw.
6. Pages met schilden. Symbolen van Opwijk, Mazenzele, Droeshout, Nijverseel, Vlaamse Gemeenschap en het Vaticaan.
7. Zwitserse wachten. Drumband uit Sint-Martens-Voeren die de overdracht van het relikwie van Sint-Paulus opluisteren.
8. Opwijk ontvangt de relikwie van Sint-Paulus. Koets met pater Alexander en praalwagen met vooraan: pater Alexander die de relikwie van Sint-Paulus ontvangt, en achteraan: de overhandiging van de relikwie aan de Opwijkse pastoor, gevolgd door de koetsen met de toenmalige voorname burgers.
9. Kunstschatten van de Sint-Pauluskerk. Praalwagens met onder andere replica van glasraam van Sint-Pieter en Sint-Paulus van de Sint-Pauluskerk.
10. Broederschap van Sint-Paulus. De leden van het Sint-Paulusbroederschap met oude en nieuwe vlag.
11. Kunstgroep Nele.[26]

Deel 2: Beelden uit het leven van Sint-Paulus
1. Jachthoornblazers. The Greenfields[27] uit Londerzeel kondigen het tweede deel van de processie aan.
2. Schapenkudde op weg naar Tarsus. Groep met schapen die de wol leveren voor het weven in Tarus.
3. Marktscène. Groep die een marktgebeuren uitbeeldt met onder anderen wevers en pottenbakkers, kopers en verkopers, dieren, kreupelen en blinden.
4. Saulus thuis. Praalwagen met huiselijk tafereel waarin Saulus door zijn vader wordt opgeleid als wever en ook wordt ingewijd in het Joodse geloof.
5. Spelende kinderen. De kleine Saulus vermaakt zich met zijn vriendjes.
6. Saulus bij Gamaliël. Saulus in discussie met zijn leraar Gamaliël.
7. Saulus als Christenvervolger. Saulus krijgt van de hogepriester Kaïfas de opdracht om de volgelingen van Jezus van Nazareth te vervolgen.
8. Gevangen Christenen.
  - Christenen worden gestoten en geduwd door de tempelwachters.
  - De gestenigde Stefanus, de eerste martelaar, wordt meegedragen, terwijl treurende christenen volgen.
9. Saulus vóór Damascus. Praalwagen met vooraan: Saulus ligt voor de paarten van Damascus geslagen door de bliksem, en achteraan: Saulus is blind.
10. Ananias bij Saulus. Praalwagen met Anannias die Saulus van zijn blindheid geneest. Saulus wordt nu Paulus. De bekering is een feit.
11. Paulus bij Petrus in Jeruzalem. Praalwagen met Petrus en Paulus die discussiëren over de Joodse wetten, samen met de apostelen en discipelen.
12. Paulus Missionaris. Praalwagen in de vorm van een boot, die symbool staat voor de vele reizen van Paulus.
13. Paulus bij de Geleerden. Praalwagen met Griekse tempel waar Paulus van gedachten wisselt met Griekse geleerden.
14. Paulus gevangengenomen. Onder andere tafereel met Romeinse soldaten en ook een strijdwagen van het Romeinse leger.
15. Paulus ter dood veroordeeld. Praalwagen met vooraan: de geboeide Paulus voor de rechters, en achteraan: Paulus knielt vóór de beul, wachtend op de dood door het zwaard.

Deel 3: Verheerlijking van Sint-Paulus
1. Fanfare Buggenhout. Koninklijke Fanfare 't Muziek[28] uit Opstal-Buggenhout.
2. Jubileumwagen. Praalwagen naar aanleiding van de 110e processie die alle gastparochies evoceert als herinnering en als dank voor hun medewerking.
3. Sint-Pietersgilde. De schuttersgilde uit Mazenzele die het beeld van hun patroonheilige Petrus meedragen.
4. Kinderen met kleurige linten. Hulde aan Sint-Paulus.
5. De boodschap van Sint-Paulus. Kinderen gehuld in wijde, zwarte mantels waarop treffende teksten uit de brieven van Sint-Paulus zijn geborduurd.
6. Met Pater Abbeloos, Paulus achterna. Taferelen uit het leven van Pater Abbeloos met praalwagen die de afgebrande kerk symboliseert.
7. Het beeld van Sint-Paulus. uit de Sint-Pauluskerk, gedragen door de erewachters.
8. Boeren op bedevaart. Te voet, te paard of met de huifkar. (groep uit Droeshout)
9. Oude kerkvlaggen. Meerdere, oude kerkvlaggen worden meegedragen.
10. Oud-vendeliers KLJ. Brengen hulde aan Sint-Paulus.
11. Parochievlag. Oudste, gerestaureerde parochievlag.
12. Harmonie. Koninklijke Harmonie De Volherding[29] Opwijk.
13. Relikwie van Sint-Paulus. Het vergulde houten relikwieschrijn wordt gedragen en omringgd door Flambeeuwdragers.
14. Priesters en kerkkoren. De Opwijkse kerkkoren Gaudeamus en Regina huldigen Paulus.
15. Genodigden en bedevaarders. sluiten aan op het einde van de processie zodat ze ook eindigen op de Singel voor de apotheose.

## Sint-Pauluslied

### Oud lied
Dit lied werd voor het eerst gezongen tijdens de paardenprocessie van 1908. Het werd gecomponeerd door Achiel Bragers (Opwijk, °14 februari 1887 – †29 mei 1954) op tekst van Jan Lindemans (Opwijk, °1890 – †1968).
Refrein:

O Paulus O Paulus Groote heilige

Aanhoor uw volk dat U aanroept

Zegen ons in 't tijdelijk,

Help ons tot het hemelrijk
1. Saulus op zijn peerd gezeten,

Kwam gereên, vol kwadenmoed,

Naar Damaskus, hoog vermeten

En Belust op Kristenbloed,

Maar God heeft ter goeder ure

Sprekend door de bliksemvuren

Blind hem van zijn peerd gesmeten
2. Blind van geest en blind van oogen:

Dubbel blind was Paulus toen

Maar Gods eindeloos mededogen

Schonk het licht zijn oogen weer.

Maar daarbij blonk de eeuwige waarheid

In zijn hert met heldre klaarheid:

Zoo had hem Gods Stem bewogen.
3. Paulus was van God verkoren

Om te zaaien 't machtig woord

In de jonge, vruchtbre voren

Van het wachtend wereldoord.

Ook ontelbaar zijn de schaven

Die hij bracht tot Gods altaren

Een door 't doopsel heeft herboren.
4. Zijn geloof en al zijn streven

Stonden vast op God gebouwd.

Voor Hem lijden was zijn leven,

Sterk in allen tegenspoed.

s' Martlaars palm mocht hij ontvangen

Doel van al zijn vroom verlangen:

Voor zijn God zijn leven geven.
5. Paulus wil van rampen sparen

Die met peerden daaglijks gaan

Want wie weet hoeveel gevaren

Die niet hebben uit te staan.

Wil ook aan ons velden geven

Vruchtbaarheid en schoonheid teven;

Ze van ongediert vrijwaren
6. Zegen al uw volk te zamen:

Die hier wonen rond uw kerk,

En ook die van verre kwamen

Vroom naar uwe bêevaartplaats.

Dat we, 't zij in vreugd of lijden

Altijd kloek 't geloof belijden

En God loven naar betamen.

### Nieuw lied
In 1974 wordt voor de eerste maal het nieuwe Sint-Pauluslied gezonden tijdens de paardenprocessie. Dit lied is op tekst van Clem De Ridder en muziek van Emmanuel Geeurickx.
Refrein:

Sint-Paulus

patroon van ons volk is groot

Wij roepen hem aan

en bidden devoot.

Sint-Paulus, leer ons leven

zoals gij hebt geschreven:

geloven metterdaad,

beminnen zonder maat.
1. In Opwijk wordt Paulus sinds eeuwen geëerd:

zijn beeld wordt in kerk en kapellen vereerd.

Wij hebben zijn naam in ons vaandels geschreven,

geslachten naeen aan ons kind'ren gegeven.
2. Wij hebben nooit zorgen of noden gekend,

of hebben ons hoopvol tot Paulus gewend...

Wij gaan nog zijn beeweg bij kermis en plagen,

te voet of te paard, om zijn bijstand te vragen.

## Parcours

### Oud parcours

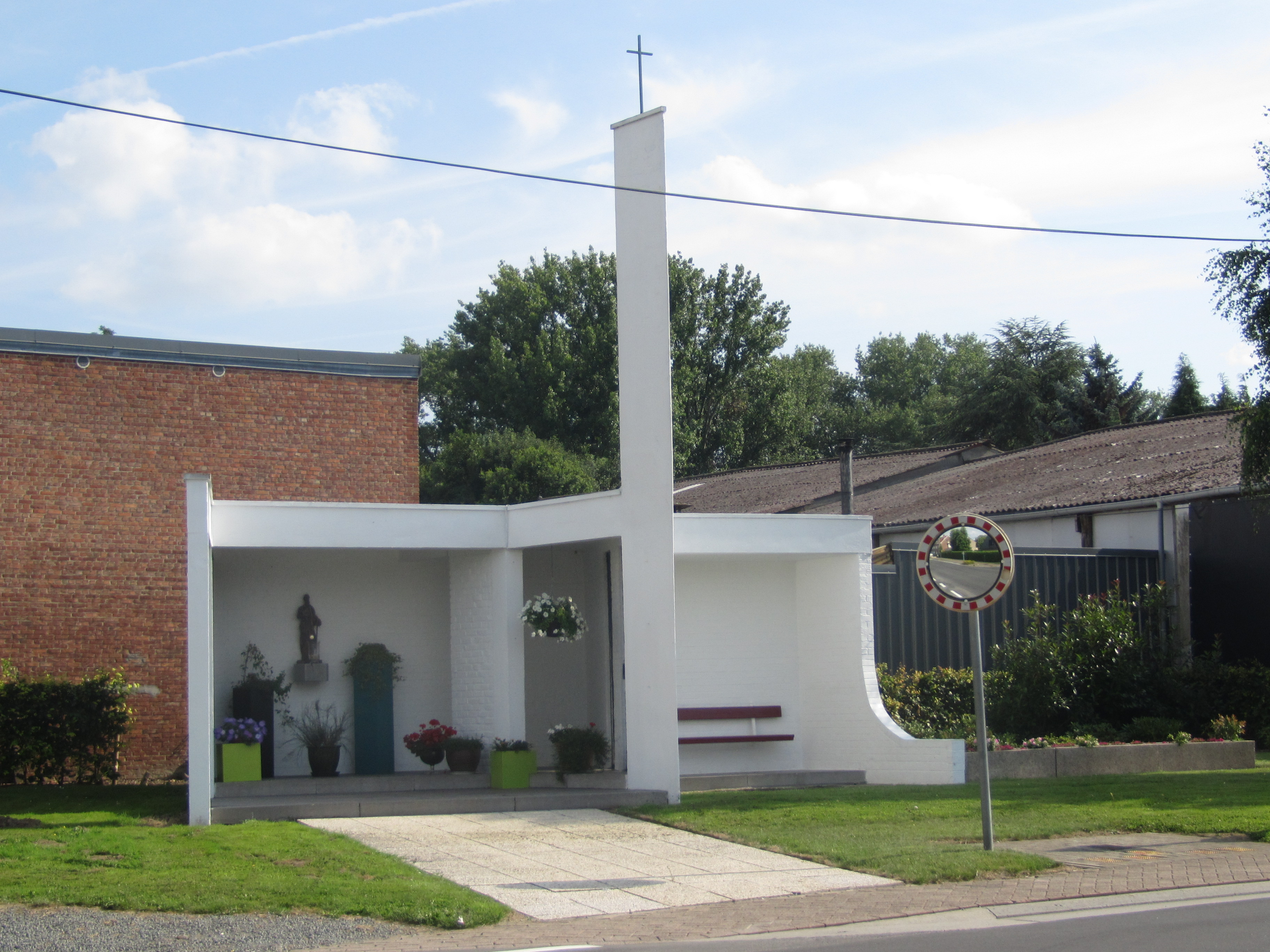
Sint-Pauluskapel

Van 1902 tot 1972 stelde de processie zich op in de Schoolstraat (vroeger nog Dorpstraat genoemd) en de Processiestraat (vroeger nog Processiebaan genoemd), die speciaal werd aangelegd opdat de processie rond de dorpskern zou kunnen trekken. Van daaruit gaat het via de Markstraat (vroeger nog Statiestraat genoemd) in de richting van de Sint-Pauluskerk. Voor het gemeentehuis, aan de Marktstraat 55, staat een podium waarop de verantwoordelijken van gemeente en parochie plaatsnemen. Verder gaat het dan naar de Gasthuisstraat (vroeger nog Cadéstraat genoemd) in de richting van de Sint-Paulusbaan. Aan het kruispunt met Sint-Paulusbaan, Hulst gaat het rechtsaf naar de Nanovestraat. Hier stond ook de in 1858 gebouwde oorspronkelijke Sint-Pauluskapel. Op het einde van de Nanovestraat komt men terug in de Gasthuisstraat, waarna het verdergaat via de Kattestraat en de Singel naar het kerkplein, waar de zegening van de deelnemers plaatsvindt.

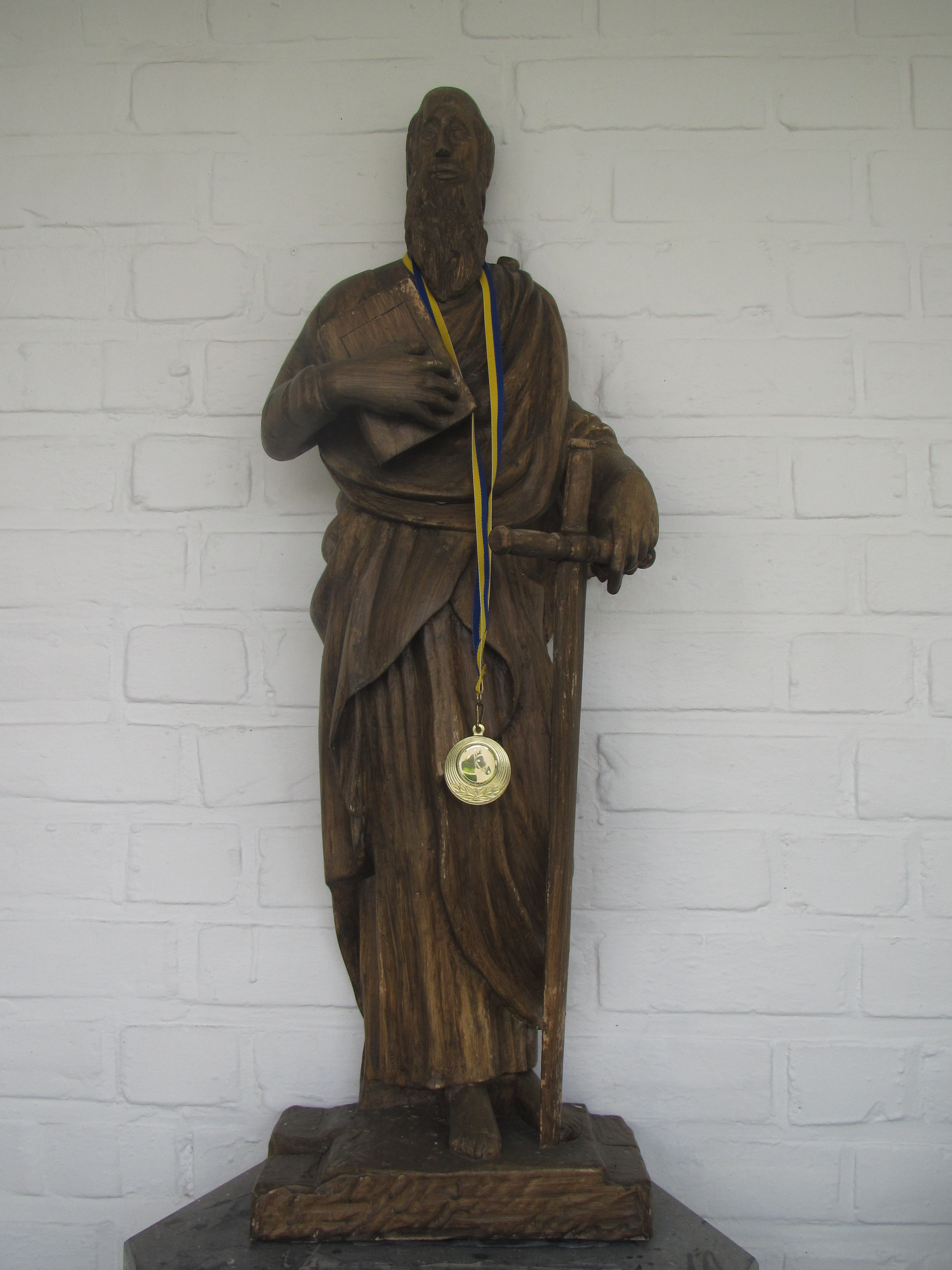
Sint-Paulusbeeld in de Sint-Pauluskapel van de hand van Gust De Block met een deelnamemedaille om de nek

Er stonden heel wat kapellen langs het oude parcours.
- Nog bestaande kapellen:
  1. Sint-Annakapel, Processiestraat 7: Bidkapel met altaar en stoelen met een Sint-Annabeeld (gerestaureerd). Deze kapel met torentje moest een versiering zijn van de nieuw aangelegde processieweg.
  2. Kapel Onze-Lieve-Vrouw Ter Nood, Processiestraat 5: Deze kapel staat op enkele meters achter de Sint-Annakapel en werd in 1870 gebouwd in de tuin van het toenmalige huis De Landtsheere (Singel 12), dat later aan de kerkfabriek geschonken werd.
  3. De nieuwe Sint-Pauluskapel, gebouwd in 1970 naar een ontwerp van Leo De Koster in opdracht van de gemeente ter vervanging van de oude, afgebroken Sint-Pauluskapel. In de nieuwe, open kapel werd niet meer het Sint-Paulusbeeld uit de oude kapel teruggeplaatst omdat men schrik had voor vandalisme. Het authentieke beeld is nu enkel nog te zien op de dag van de processie en de vrijdag voordien in de Sint-Paulusmis aan de kapel. In de nieuwe kapel kwam een nieuw Sint-Paulusbeeld van de hand van Remi De Donder. Vermoedelijk in de nacht van 2 op 3 oktober 2003 werd dit beeld gestolen. In de plaats kwam een Sint-Paulusbeeld gemaakt door Gust De Block.
  4. Kapel Heilig Hart van Jezus, Nanovestraat 72: De twee oudste zonen van het gezin De Plecker-Meersman hielden zich schuil als werkweigeraars. uit dankbaarheid omdat ze van gevaar gespaard bleven, werd in 1947 dit kapelletje gebouwd. Kapel Heilig Hart van Jezus
- Verdwenen kapellen:

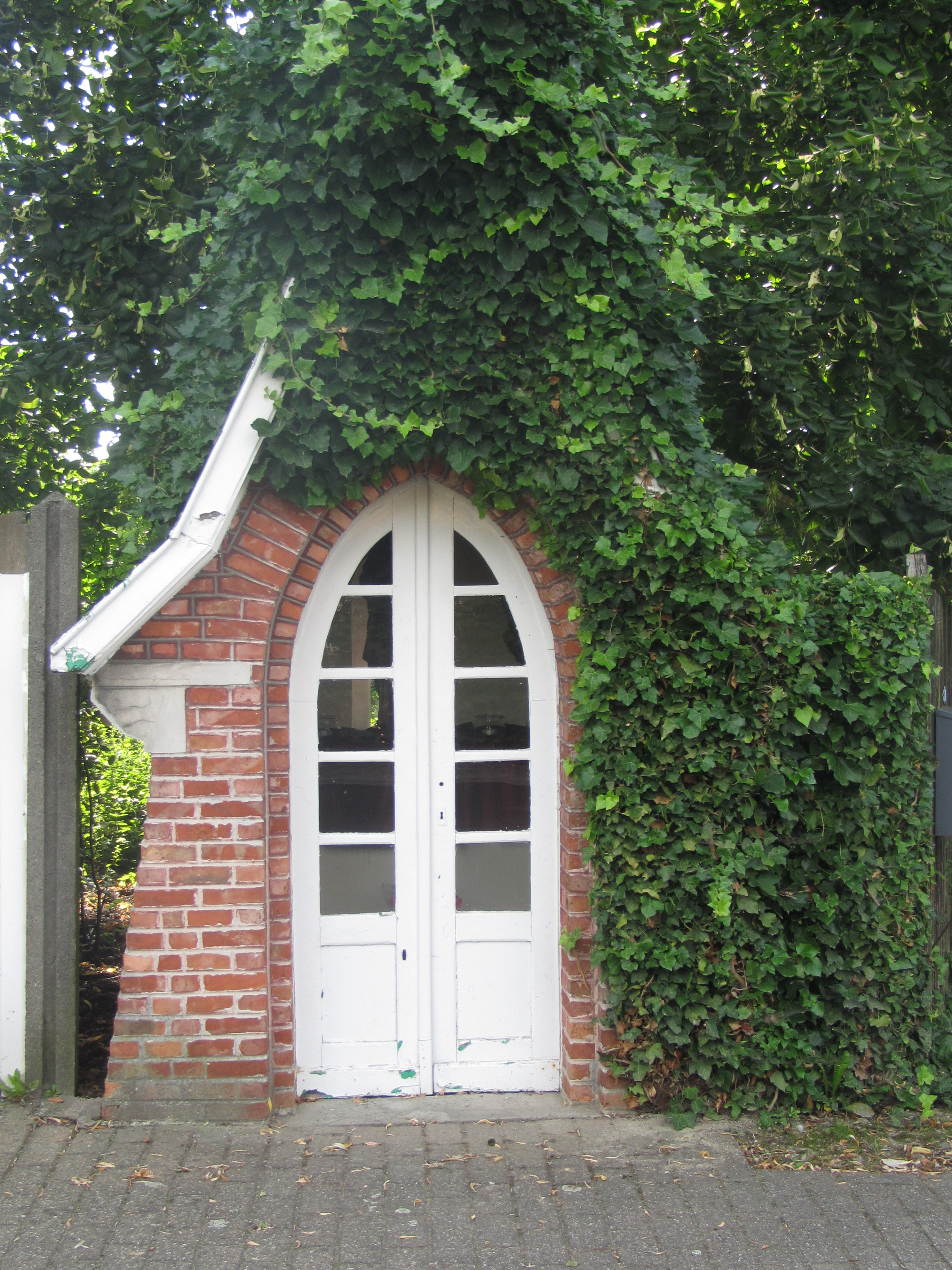
Kapel Heilig Hart van Jezus

  1. Kapel Onze-Lieve-Vrouw van Scherpenheuvel, Broekstraat 2: Deze kapel dateerde van 1855 en zou gebouwd zijn ter gelegenheid van de stichting 'Broederschap van Onze-Lieve-Vrouw van Scherpenheuvel' en werd in 1990 afgebroken om er een woning te bouwen.
  2. De oude Sint-Pauluskapel uit 1885 op het kruispunt van de Nanovestraat en Hulst waarin een beeld van Sint-Paulus stond. Deze kapel werd de week na de processie van 1969 afgebroken als gevolg van wegenwerken.
  3. Kapel Onze-Lieve-Vrouw, Nanovestraat 31: Deze kapel verdween in de jaren 70 bij de aanleg van het Molenveld.

### Nieuw parcours
Het nieuwe parcours ontstond in twee stappen. In 1973 wordt nog traditioneel gestart in de Processiestraat, maar vanuit de Markstraat wordt er afgedraaid naar de Fabrieksstraat en via de Ringlaan en de Broekstraat wordt terug aangesloten bij het traditionele parcours. De tribune voor de prominenten verhuist als gevolg daarvan ook naar de Ringlaan, ter hoogte van het gemeentelijk administratief centrum II. In 1988 wordt gestart vanaf het Heiveld om zo de Markstraat in de draaien en dan verder het parcours te volgen. De Processiestraat verdwijnt zo voor goed uit het parcours van de processie. Deze verandering was het gevolg van het feit dat de voorbereiding vanaf 1988 plaatsvindt in de gemeentelijke sporthal, die gelegen is aan het Heiveld. Bovendien was de smalle Processiestraat erg krap geworden voor de grote praalwagens.
Het nieuwe parcours volgt dus de volgende straten: Heiveld - Marktstraat - Fabrieksstraat - Ringlaan - Broekstraat - Steenweg op Merchtem - Sint-Paulusbaan - Nanovestraat - Gasthuisstraat - Kattestraat - Singel.
Naar aanleiding van het honderdjarig bestaan kwamen er talrijke kleurrijke nieuwe feestvlaggen bij, zodat het volledige processieparcours, iets meer dan 2 kilometer lang, sindsdien bevlagd is met ongeveer 150 straatvlaggen. In het huidige parcours passeert de processie nog slechts langs twee kapellen: de (nieuwe) Sint-Pauluskapel en de Kapel Heilig Hart van Jezus.
Naast de tribune aan de Ringlaan, komt er in 2015 ook een tribune op de Singel, waar de apotheose plaatsvindt. Bedoeling is dat bepaalde groepen daar nog een laatste demonstratie kunnen geven.

### Alternatief parcours
Nadat de processie in 2020 niet uitging omwille van de coronapandemie, was er in 2021 een beperkte ommegang op een alternatief parcours: Kerkplein - Singel - Kloosterstraat - Karenveldstraat - Schoolstraat - Processiestraat - Markstraat - Kerkplein

### Kaart
Hieronder een kaart met een aantal religieuze objecten langs de route (rood = verdwenen). Het nieuwe parcours is weergegeven in de zwarte lijn, het oude parcours in een grijze lijn tot aan de Steenweg op Merchtem vanaf waar het parcours hetzelfde gebleven is. Start van de processie is linksboven op de kaart en het einde bij de kerk.

## Datum
Tot en met 1969 ging de processie uit telkens op de feestdag van Sint-Paulus zelf, namelijk 29 juni, met uitzondering van 1950 toen de datum van de processie aangepast werd in functie van de wijding tot hulpbisschop van de uit Opwijk afkomstige Emiel De Smedt. De processie vond toen plaats op zondag 2 juli 1950 in de voormiddag.
Vanaf 1970 ging de processie uit op de zaterdag na het begin van Opwijk-zomerkermis en Opwijk-zomerkermis begint op de zondag vóór 29 juni. In 1970 was dat op zaterdag 4 juli om 10.00 uur. Vanaf 1972 blijft de processie uitgaan op zaterdag, maar verschuift het aanvangstijdstip naar 15.00 uur. Vanaf 1988 gaat de processie uit op 29 juni indien dit een zondag is of anders de zondag na het feest van Sint-Paulus. Het vertrekuur blijft 15.00 uur, met uitzondering van 1990 toen werd uitgeweken naar 15.30u voor de rechtstreekse televisie-uitzending en in 1991 en 1992 toen het vertrekuur 16.00 uur was. Vanaf 2010 vindt de processie plaats op de zondag vóór 29 juni. Het vertrekuur blijft ongewijzigd op 15.00 uur. Aanleiding voor deze datumwijziging was dat het steeds moeilijker werd om voldoende figuranten te vinden. Door de processie te vervroegen valt de datum steeds op een moment dat vele mensen nog niet met vakantie vertrokken zijn en is het ook makkelijker om de schoolkinderen nog te bereiken.
Dit geeft het volgende overzicht van processiedatums:
| Jaren 70        | Jaren 80        | Jaren 90        | Jaren 00        | Jaren 10        | Jaren 20        |
| --------------- | --------------- | --------------- | --------------- | --------------- | --------------- |
| Za 04 juli 1970 | Za 28 juni 1980 | Zo 01 juli 1990 | Zo 02 juli 2000 | Zo 27 juni 2010 | -               |
| Za 03 juli 1971 | Za 04 juli 1981 | Zo 30 juni 1991 | Zo 01 juli 2001 | Zo 26 juni 2011 | Zo 04 juli 2021 |
| Za 01 juli 1972 | Za 03 juli 1982 | Zo 05 juli 1992 | Zo 30 juni 2002 | Zo 24 juni 2012 | Zo 26 juni 2022 |
| Za 30 juni 1973 | Za 02 juli 1983 | Zo 04 juli 1993 | Zo 29 juni 2003 | Zo 23 juni 2013 | Zo 25 juni 2023 |
| Za 29 juni 1974 | Za 30 juni 1984 | Zo 03 juli 1994 | Zo 04 juli 2004 | Zo 22 juni 2014 |                 |
| Za 28 juni 1975 | Za 29 juni 1985 | Zo 02 juli 1995 | Zo 03 juli 2005 | Zo 28 juni 2015 |                 |
| Za 03 juli 1976 | Za 28 juni 1986 | Zo 30 juni 1996 | Zo 02 juli 2006 | Zo 26 juni 2016 |                 |
| Za 02 juli 1977 | Za 04 juli 1987 | Zo 29 juni 1997 | Zo 01 juli 2007 | Zo 25 juni 2017 |                 |
| Za 01 juli 1978 | Zo 03 juli 1988 | Zo 05 juli 1998 | Zo 29 juni 2008 | Zo 24 juni 2018 |                 |
| Za 30 juni 1979 | Zo 02 juli 1989 | Zo 04 juli 1999 | Zo 05 juli 2009 | Zo 23 juni 2019 |                 |

## Organisatie

### Structuur
Het in 1970 opgerichte Sint-Paulusprocessiecomité is nog steeds verantwoordelijk voor de organisatie van de paardenprocessie. Ook de in 1985 toegevoegde commissies zijn nog steeds actief. Op de maandelijkse vergaderingen van het comité, voorbereid door een kerncomité, wordt er verslag uitgebracht van de werking van de commissies en worden alle andere elementen in verband met de processie behandeld. Het comité coördineert alle activiteiten. Op 26 november 2016 werd de oprichtingsakte ondertekend waarbij het organiserend comité werd omgevormd tot een vereniging zonder winstoogmerk Sint-Pauluspaardenprocessie.

### De Heraut
In januari 1987 verscheen het eerste nummer van 'De Heraut', het eigen informatieblad van het Sint-Pauluscomité dat driemaal per jaar (januari, maart en juni) werd uitgegeven en als een uitneembare katern werd opgenomen in het huis-aan-huisblad 't Opwijks Leven. De Heraut houdt de bevolking van Opwijk op de hoogte houdt van alle wetenswaardigheden over de processie. In 2014 was dit infoblad al aan zijn 28e jaargang toe. Vanaf 2015 werd er omwille van financiële redenen voor gekozen om jaarlijks nog slechts één nummer uit te geven. 

### Pelgrim van Sint-Paulus
Jaarlijks is er ook een feestelijke processievergadering. Op deze kermisvergadering worden alle medewerkers en deelnemers uitgenodigd op de Sint-Paulusmis, waarna er een feestvergadering volgt. Deze vergadering vindt plaats de maandag na de winterkermis van Opwijk en die vindt dan weer plaats op 25 januari indien deze dag een zondag is, of anders de zondag nadien.
Op deze vergadering worden ook de nieuwe pelgrims van Sint-Paulus gelauwerd. Sinds 1996 kent het Sint-Pauluscomité de eretitel van Pelgrim van Sint-Paulus toe aan diegenen die 30 jaar of meer betrokken zijn of waren bij de processie. De gelauwerde krijgt niet alleen een kenteken, maar ook een oorkonde op eigen naam. In 1996 kregen meteen acht processiegangers deze titel. De meeste pelgrims kwamen er bij in 1998, namelijk 37, toen meteen alle in aanmerking komende muzikanten van de Koninklijke Harmonie De Volherding, die jaarlijks meeloopt in de processie, gehuldigd werden. In 2009 kreeg dan weer niemand de titel van pelgrim.
Vanaf 2016 wordt de traditionele open processievergadering ter gelegenheid van de winterkermis in januari geschrapt. De Pelgrims van Paulus zullen voortaan gehuldigd worden tijdens de (pers)voorstelling van de paardenprocessie in juni.

### Sint-Paulusmis
In 1974 werd, in samenspraak met pastoor Deschrijver, beslist om elke eerste maandag van de maand een Sint-Paulusmis te houden. Deze traditie wordt nog steeds in ere gehouden. Ook in deze misvieringen wordt het Sint-Pauluslied gezongen.
Jaarlijks wordt er op de vrijdag voor de paardenprocessie een misviering gehouden aan de Sint-Pauluskapel aan het kruispunt Hulst, Sint-Paulusbaan en Nanovestraat.

### Financiën
De belangrijkste uitgaven worden gevormd door de drukkosten voor De Heraut, uitgaven voor groepen, drukwerk, grime, paarden, huur en onderhoud kleding, medailles en vlaggen. De belangrijkste inkomstenbronnen zijn reclame en sponsoring, lidgelden Sint-Paulus Broederschap, giften, opbrengsten van pannenkoekenfestijn (vond wegens coronapandemie niet plaats in 2021)  en verkoop paardenvijgen (vond wegens coronapandemie niet plaats in 2020 en 2021) en toelagen van de gemeente en de Vlaamse overheid. Anno 2015 bedraagt het budget van de processie ongeveer 25.000 euro.
Bij de verkoop van paardenvijgen moet niet gedacht worden aan uitwerpselen, maar wel aan een gebak dat sinds mei 1987 huis-aan-huis verkocht wordt. Ook het pannenkoekenfestijn wordt sinds 1987 jaarlijks eind januari, begin februari ingericht.

## Wetenswaardigheden
- Naast de Sint-Pauluskerk, de Sint-Pauluskapel, de Sint-Paulusbaan en de Sint-Pauluspaardenprocessie is er in Opwijk ook nog de Sint-Pauluszaal, een feestzaal van 1910; KSK Sint-Paulus Opwijk, een voetbalclub (tot mei 2015); de landelijke rijvereniging Sint-Paulus, een ruitervereniging; BC Sint-Paulus Opwijk, een basketbalclub (tot maart 2020 toen besloten werd om samen te gaan met de andere basketbalclub van Opwijk BC Opwijk onder die naam) en de Sint-Paulusvisser, een hengelvereniging.
- Sinds 1984 bestaat de mogelijkheid om op de dag van de paardenprocessie een geleid bezoek te brengen aan de Sint-Pauluskerk. De bezoeken worden afwisselend het ene jaar door vrijwilligers van de Heemkring Opwijk-Mazenzele, het andere jaar door medewerkers van de gemeentelijke dienst 't Opwijks archief verzorgd. Er wordt niet alleen toelichting gegeven over de merkwaardigheden en de geschiedenis van het gebouw, het interieur en de kunstschatten van de kerk, maar ook de plaatsen die normaal niet toegankelijk zijn, zoals de sacristie, de torenkamer met kloken en de dakruimten boven de gewelven van het schip en het koor worden bezocht. Voor wie de torenklim niet aankan, wordt beneden in het koor met behulp van fotovergrotingen, tekeningen en plannen uiteengezet wat er daar te zien is.
- In een artikel in Het Nieuwsblad van 9 april 1987 wordt aangehaald dat de Sint-Paulusparochies van Opwijk en Vollezele de enige twee parochies zouden zijn waar nog een echte Sint-Paulusviering plaatsvindt.
- Fragmenten van de rechtstreekse televisie-uitzending van de processie op 1 juli 1990 zouden zelfs uitgezonden geweest zijn op de Portugese televisie.[34]
- Het feit dat het processiecomité besliste om de processie vanaf 2010 een week te vervroegen en zo te laten samenvallen met het eerste weekend van de zomerkermis van Opwijk, vormde voor twee carnavalsgroepen (De Lapsjaars en De Melkers) de inspiratie om dat jaar te werken rond de paardenprocessie die een week te vroeg uitgaat en mee uit te pakken tijdens de carnavalsstoet van Opwijk op 28 maart 2010.[35]
- In 2014 leende het processiecomité een deel van zijn gewaden uit aan buurgemeente Lebbeke. Op 17 augustus 2014 vond in Lebbeke een historische evocatie plaats over de terugtrekking van het Belgisch leger in 1914 door de gemeente. De leden van het College van Burgemeester en Schepenen hullen zich in de kledij van de groep Broederschap om deze voorstelling luister bij te zetten.[36]
- In de week van 4 juli tot en met 8 juli 2016 werd elke dag in het televisieprogramma 1000 Zonnen op de VRT (Een) in de rubriek 'Wordt vervolgd' aandacht besteed aan de voorbereidingen (wagenbouw, kledij, schminken, acteren,...) en de processie zelf. In totaal dus vijf uitzendingen van telkens ongeveer vier minuten.